# Huis Meheus
Het Huis Meheus is een beschermd monument en voormalige brouwerij en stokerij in Olsene, een deelgemeente van Zulte (gemeente) in de Belgische provincie Oost-Vlaanderen.
Meer dan 200 jaar geschiedenis gaan schuil achter de gevel. In 1763 werd melding gemaakt in 18de-eeuwse landboeken van de familie Meheus, die in het bezit is van het perceel waarop later een behuisde hofstede werd gebouwd.

## Geschiedenis

### Behuysde Hofstede (17de eeuw - 1818)
De familie Meheus woonde in Olsene sedert de 17e eeuw. Als grootgrondbezitter werd Joannes Ferdinandus Meheus, baljuw van Olsene, aangeduid. Het perceel waarop de behuisde hofstede werd gebouwd, kwam daarna in handen van zijn zoon Arnoldus Aernout Meheus (6 december 1698 – 4 mei 1759). Diens zoon Benedictus 'Benoit' (19 februari 1715 – circa 1801) erfde zijn bezittingen, maar het was pas in de 19e eeuw dat melding wordt gemaakt van perceel 46 als zijnde "une grande maison" en distillerie. Deze was in het bezit van de weduwe van Benoit, Christine Vanmelle, op dat moment eigenares van een 40-tal percelen.

### Brouwerij-Stokerij (1818-1873)
Ludovicus 'Louis' (18 oktober 1786 – 29 december 1858) bouwde naar verluidt de brouwerij-stokerij uit en bewoonde samen met zijn vrouw, Henriette Minne, het huis. Als burgemeester van Olsene (1818 - 1825) breidde hij zijn grondbezit stevig uit tot het totaal van 200 percelen land te Olsene. Hij was vooral de protagonist geweest bij het vergaren van het familiebezit en het uitbouwen van de brouwerij-stokerij. Deze was zodanig succesvol dat zijn zoon Adolphe in 1886 de activiteiten stopzette en kon rentenieren.

Adolphe Meheus

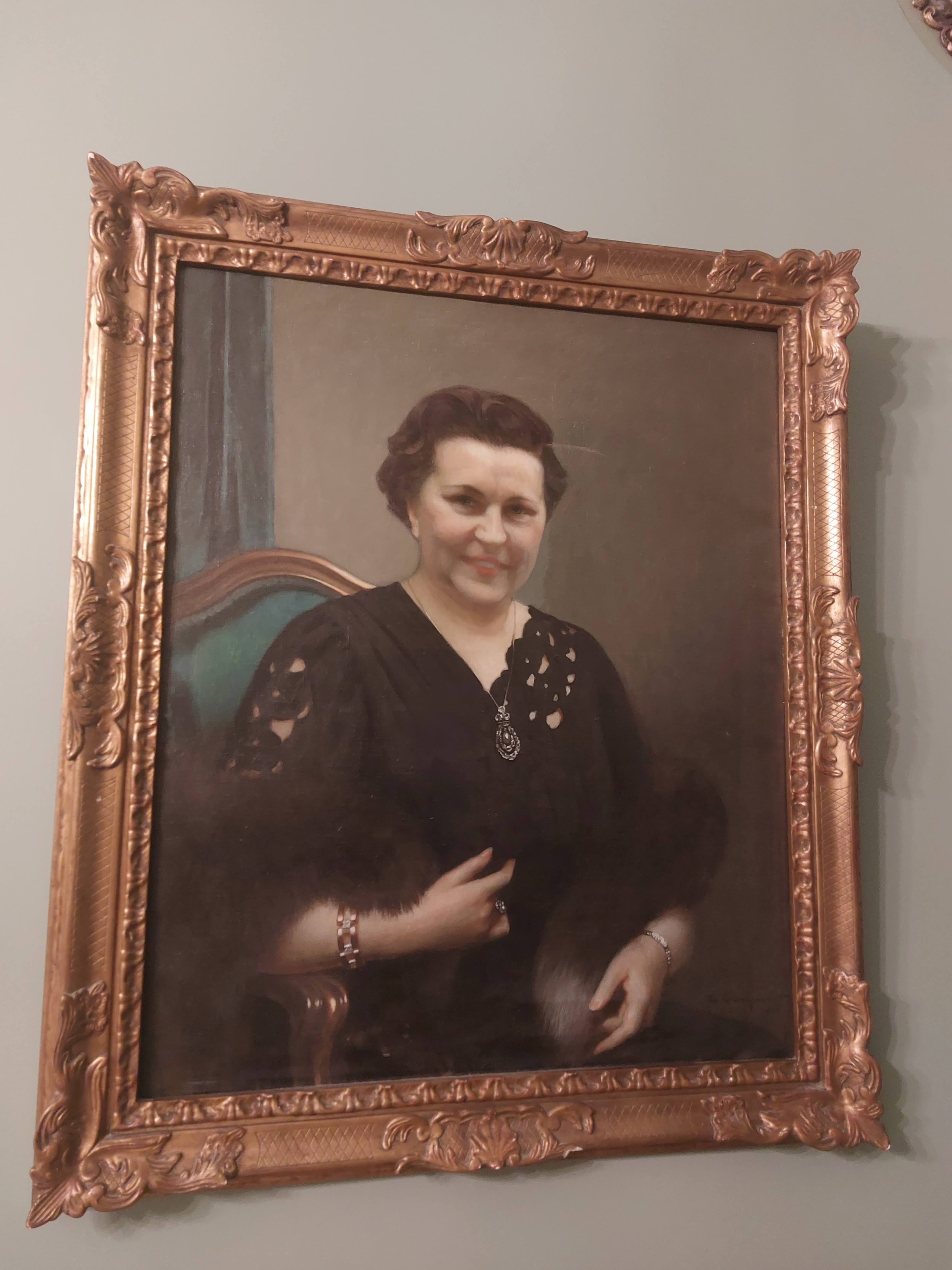
Zelfportret Isabella De Schietere

Onder zijn gezag werd de behuisde hofstede of boerderijwoning omgebouwd tot een statige herenwoning en uitgebreid met een brouwerij. In de tweede helft van de 19de eeuw werd het bedrijf omgebouwd tot een stokerij à vapeur of stoomstokerij. Zodoende was in 1860 de brouwerij bekend onder zijn naam Brouwerij Louis Meheus.

### Woning-magazijn (1885-1968)
Na het overlijden van Henriette in 1873 kocht haar zoon Adolphe Meheus (18 december 1823 – 29 september 1907) zowel huis als stokerij over van zijn broer Henri Ferdinand Ghislain.
Diens zoon Ernest Marie Joseph Meheus (6 januari 1855 – 5 mei 1935), schepen van Olsene, erft met zijn vrouw Rachel van de Genachte de stokerijwoning in 1907, maar hebben er niet in gewoond.
Het was pas in 1925 dat Adolphe Meheus (5 juni 1892 – 1968) er met zijn echtgenote Isabella De Schietere zijn intrek nam. Het koppel bleef kinderloos nadat Isabella aan een bronchitis overleed tijdens haar zwangerschap in 1942. Tot aan zijn dood op 13 maart 1968 bleef Adolphe uitermate betrokken in het verenigingsleven.
Op dat moment werd het domein met woonhuis bij legaat nagelaten aan de gemeente Olsene. Uitvoering van het legaat vond plaats op 16 november 1973. Zodoende werd de tuin een publiek park met eeuwenoude bomen.

### Verbouwingen en nieuwe  functie (1980-heden)
In de jaren die volgden op de dood van Adolphe vonden verbouwingen plaats. Onder andere ter hoogte van de keuken en bijgebouw, is een uitbouw uitgevoerd met een veranda en sanitaire voorziening.
In 1987 werden het huis en de aanbouw opnieuw van elkaar gescheiden. Het huidige ontmoetingscentrum kwam in de plaats van het stokerijgebouw, magazijn en autostaanplaats.
In de tijdsspanne tussen 1997 en 2007 werd vooral onderhoud uitgevoerd aan het dak en bevloering van onder andere de badkamer.
In 2017 werd het huis opnieuw fysiek verbonden met het ontmoetingscentrum.
In 2021 werden opnieuw grondige renovatiewerken gepland door de gemeente die geraamd werden op 582.000 euro. De werken werden grotendeels voltooid in 2022. De heemkundige kring zal tot nader order een nieuw onderdak vinden in het gerenoveerde eigendom.

## Exterieur
Wat opvalt aan de facade is dat de plaatsing van de voordeur afwijkt van het centrum van de gevel. Vermoedelijk is dit het gevolg van het destijds uitbreiden van de behuisde hofstede.
De gevel kan geclassificeerd worden als zijnde 19de-eeuws neoclassicistisch. Tegenwoordig zijn er zeven traveeën en twee bouwlagen onder zadeldak. Zowel de voor- als achtergevel zijn na de recentste renovatiewerken in gebroken wit geschilderd met taupe accenten rond de ramen en deuren. Zowel ramen als voordeur zijn dan weer in een grijsblauwe kleur afgewerkt. Het is duidelijk dat de opdrachtgever het huis zijn sobere elan wou behouden.

## Interieur
Na het huis binnen te treden, komt men direct in de, typisch voor de 19de eeuw, centrale hal die zijn aansluiting maakt met de traphal. Beide vertrekken vormen een geheel, maar door middel van een rondboog worden beide ruimtes als het ware gescheiden. Ook deze vertrekken kregen na de renovatie in 2022 een nieuwe kleur aangemeten.
Vanuit de centrale hal kan men links naar het groene salon (straatzijde) gaan die destijds het karakter van het 19de-eeuwse interieur uitademde. Ook deze ruimte werd onder handen genomen bij de werken in 2022. Aan de rechterzijde van de centrale hal bevinden zich de ruimtes die vroeger functioneerden als bureau met aanpalend de eetkamer die uitgeeft op het park aan de achterkant van het gebouw.
Tot omstreeks 2010 was Huis Meheus qua interieur een mix van diverse stijlen (Frans, Lodewijk, neo-Vlaamse renaissance ...), die het geheel een eclectisch karakter gaven. De vertrekken op de verdieping zijn in tegenstelling tot de gewezen grandeur van het gelijkvloers veel bescheidener ingericht geweest.
Na de onderhoudswerken in 2022 zijn het groene salon, centrale hal en traphal, eetkamer en voormalige bureauruimte in ere hersteld en ademen opnieuw de sfeer van weleer uit. Ook de vertrekken op de eerste verdieping kregen een opsmukbeurt. 

## Ligging
Het pand met publiek toegankelijk park en aangebouwd ontmoetingscentrum zijn gelegen aan de Kerkstraat 36, 9870 Olsene

## Galerij[3]

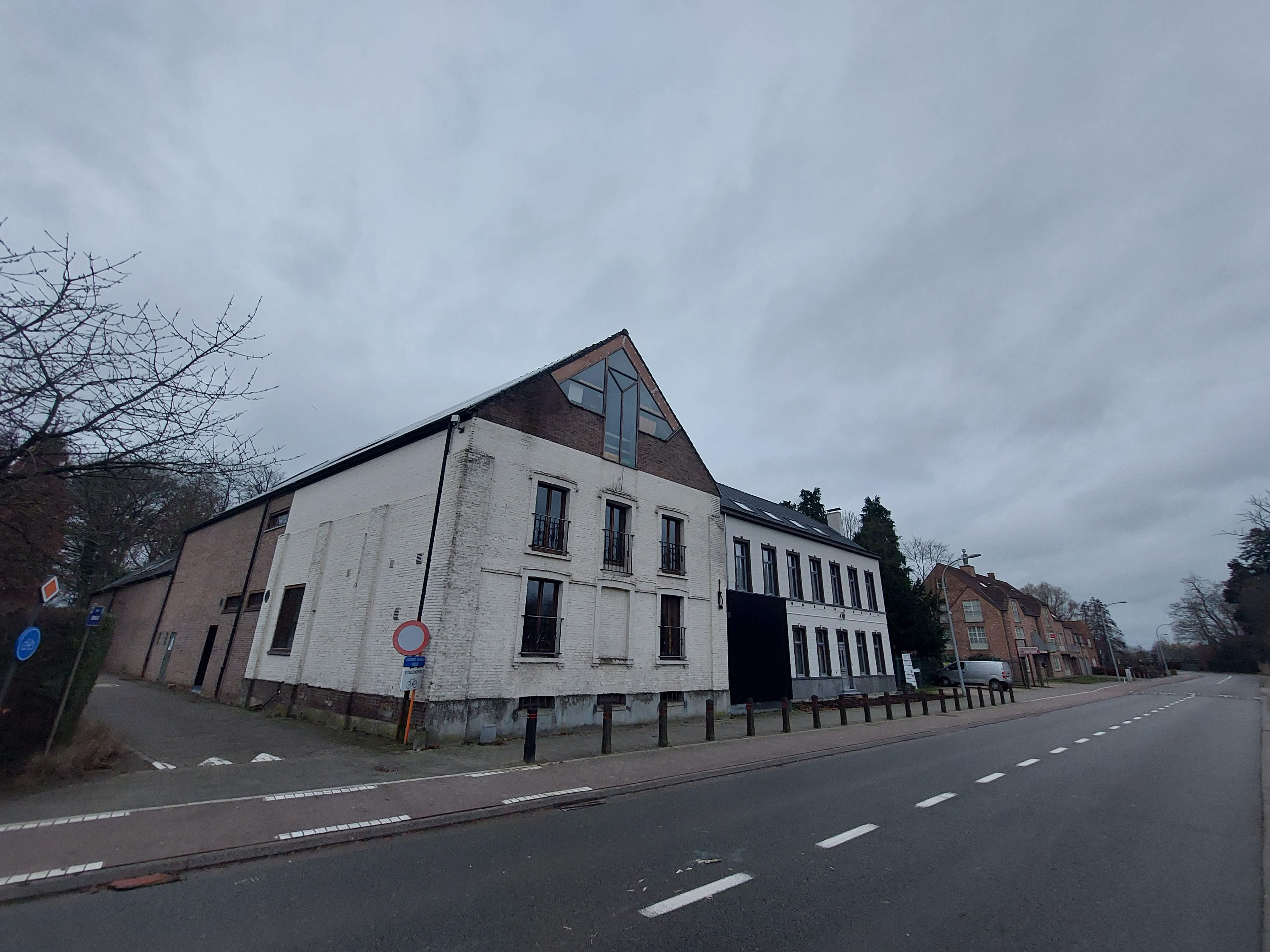
Linkervoorzijde (vroeger stokerij), nu onderdeel van het onmoetingscentrum
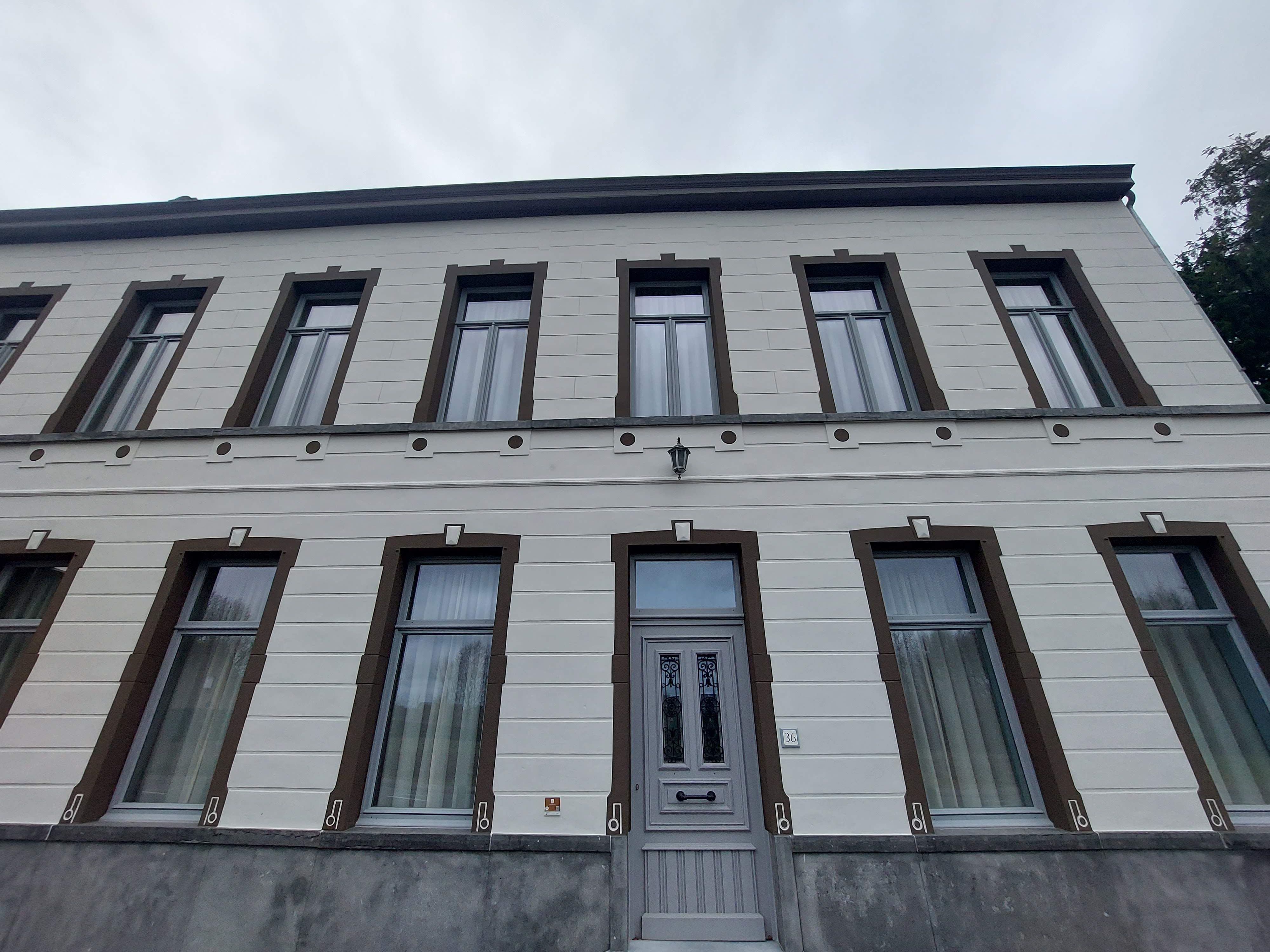
Voorgevel na renovatie 2022
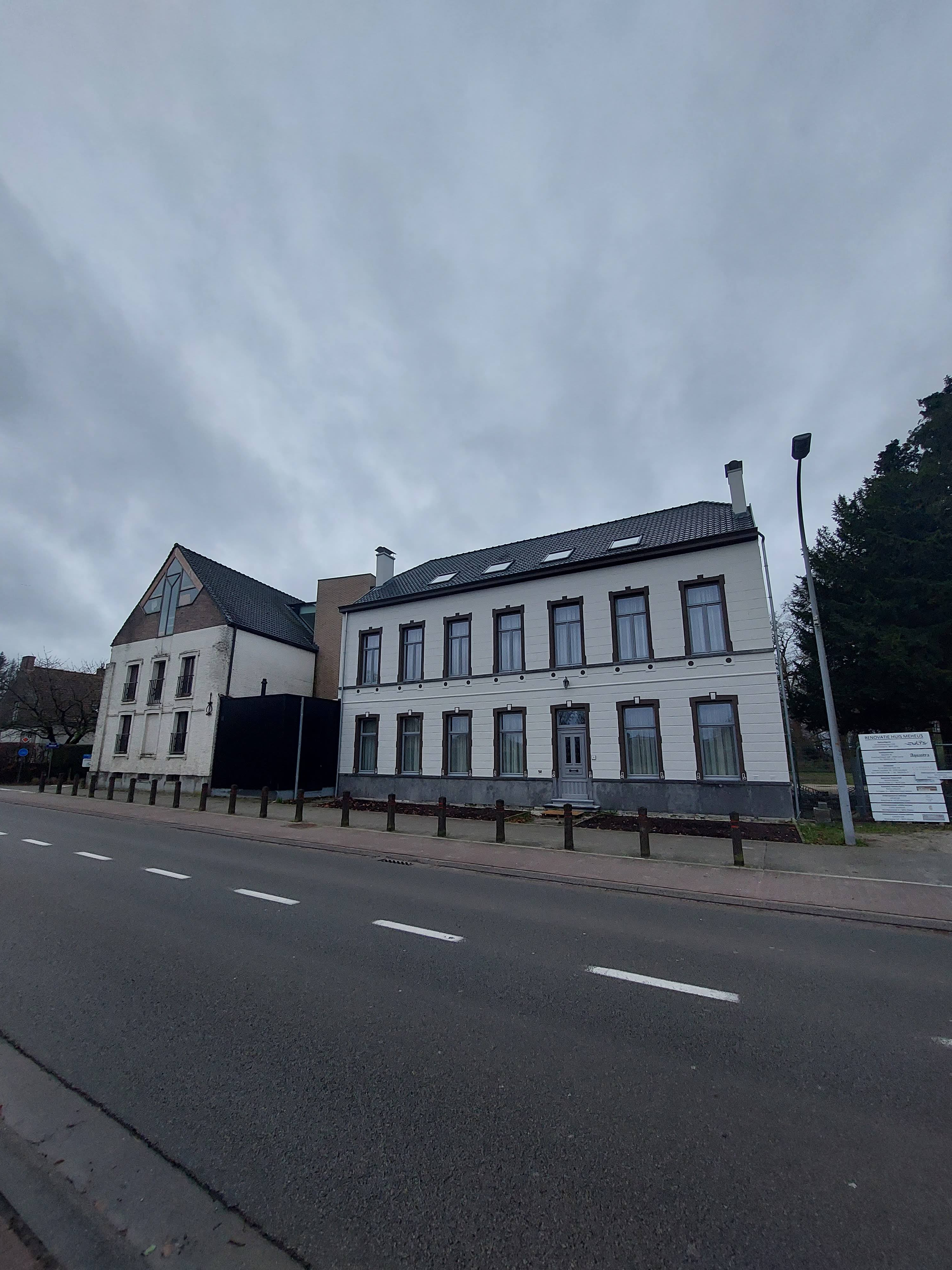
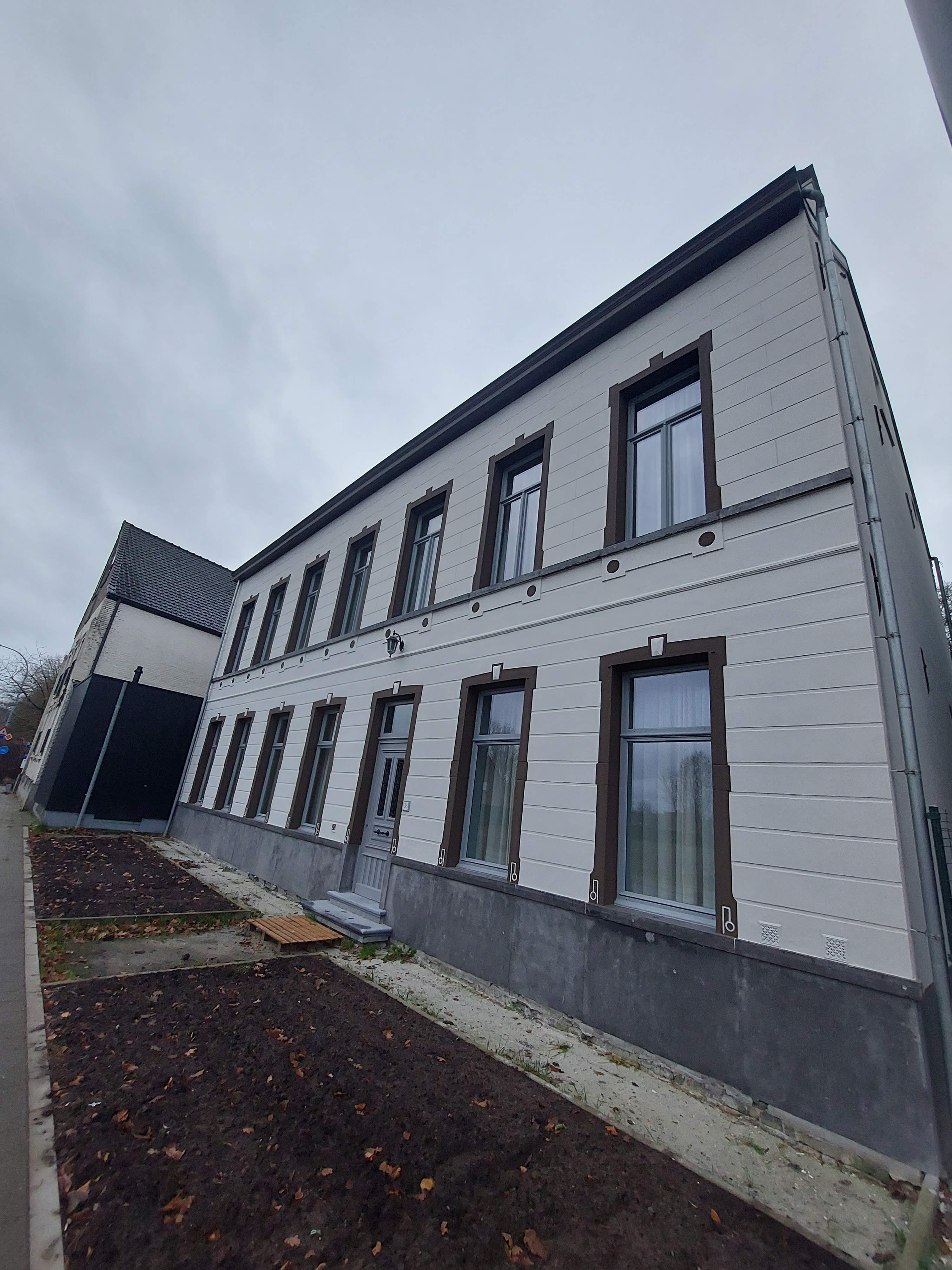
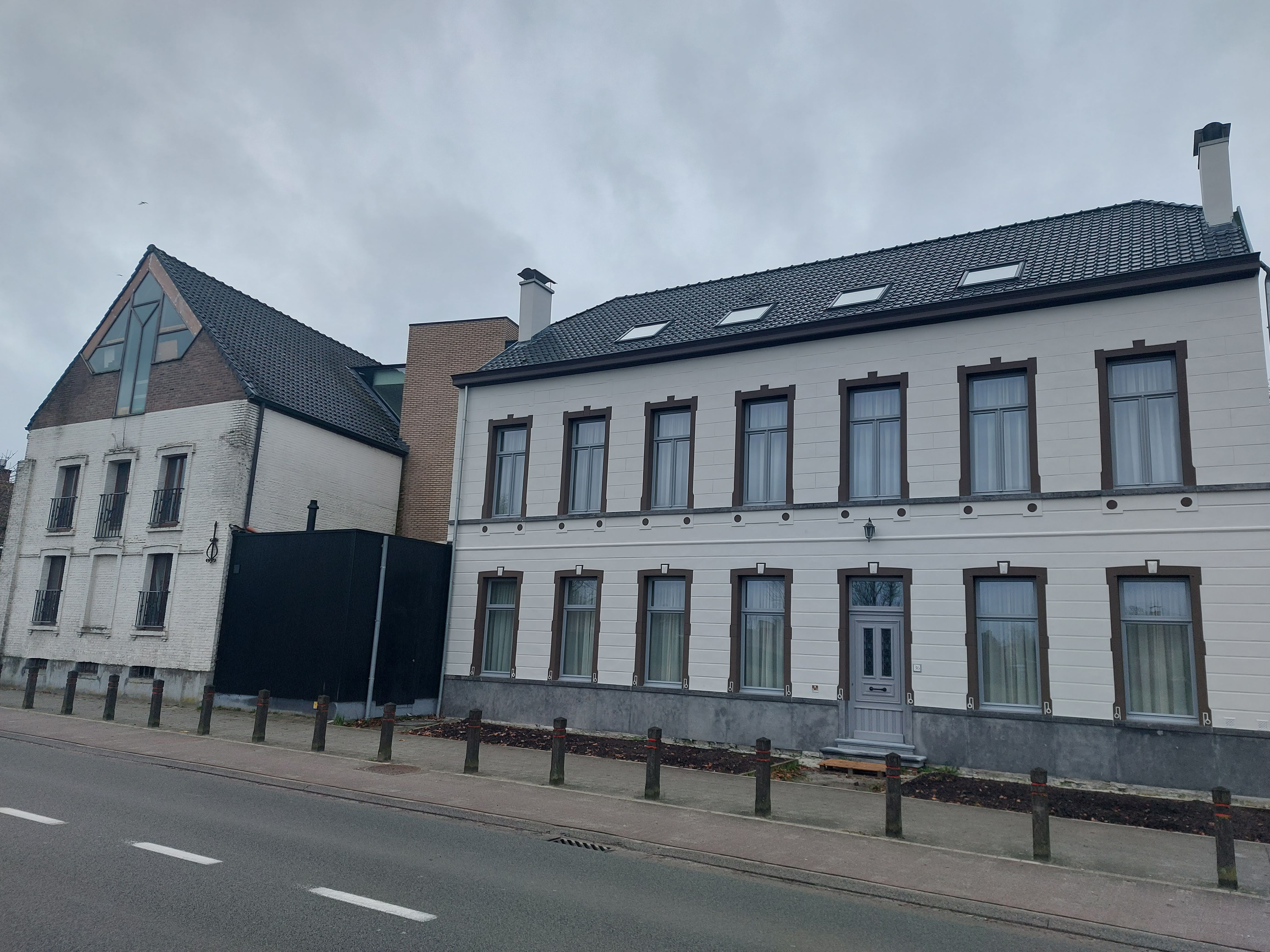
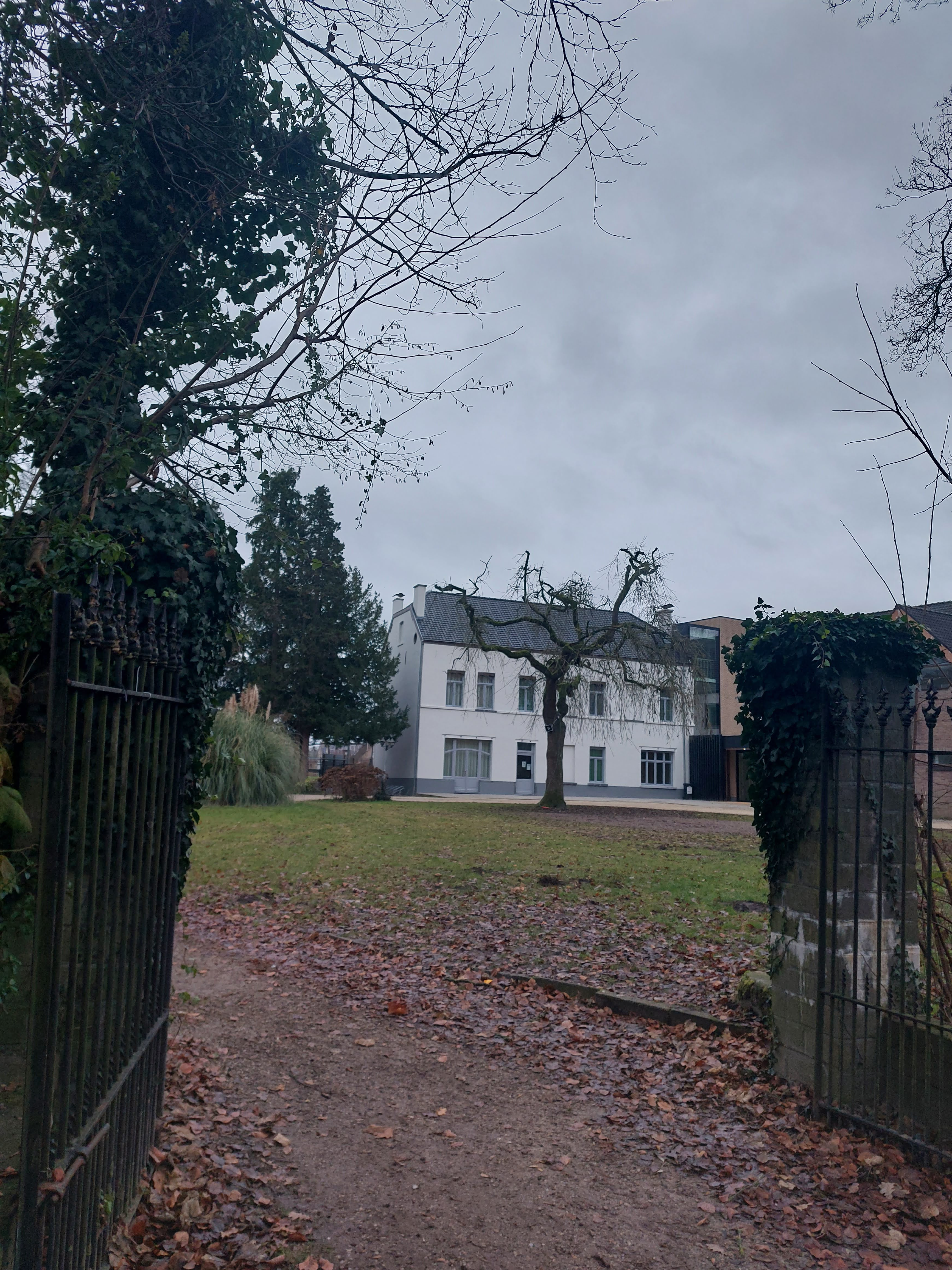
Achterzijde
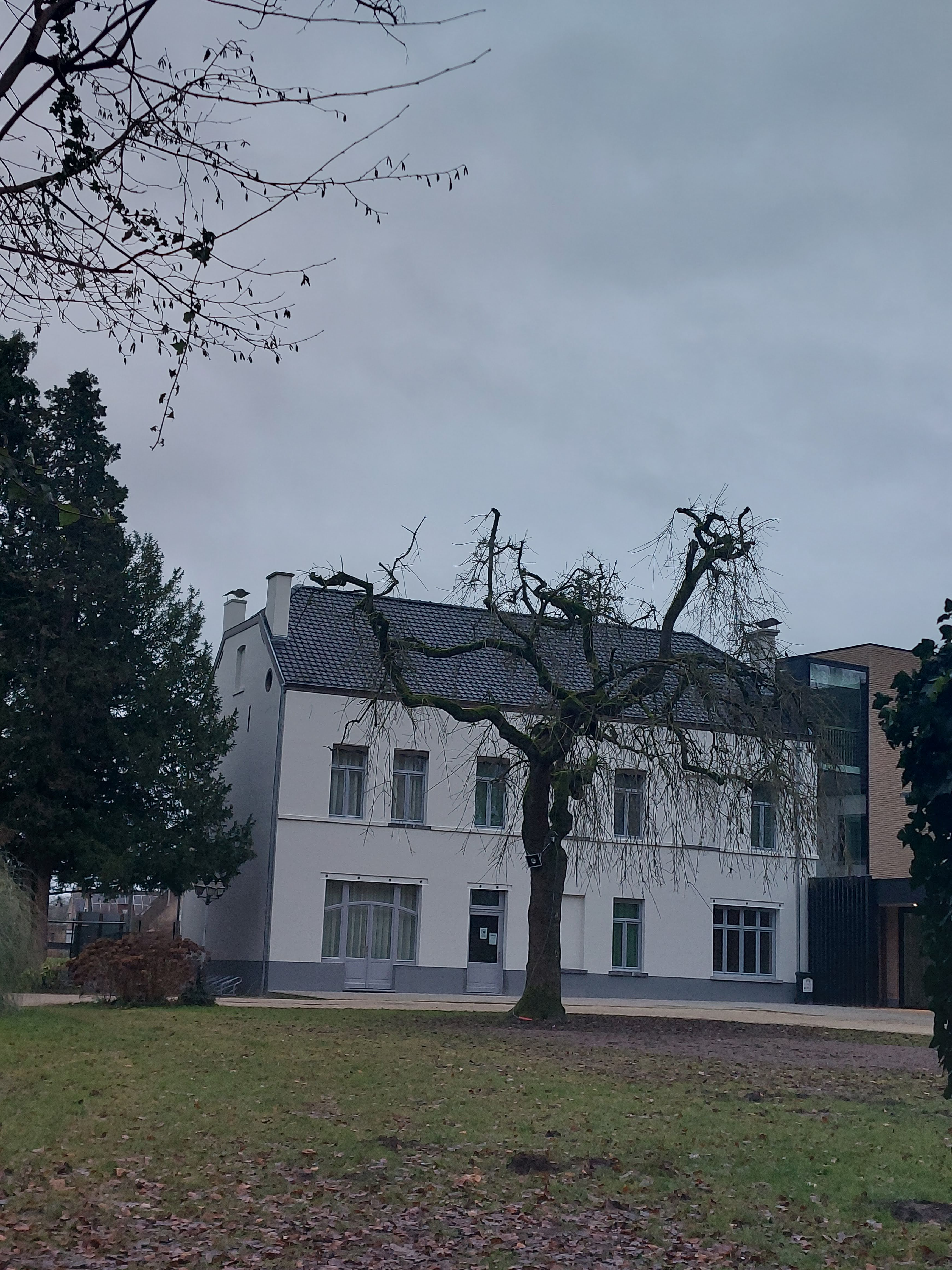
Achterzijde na renovatie 2022
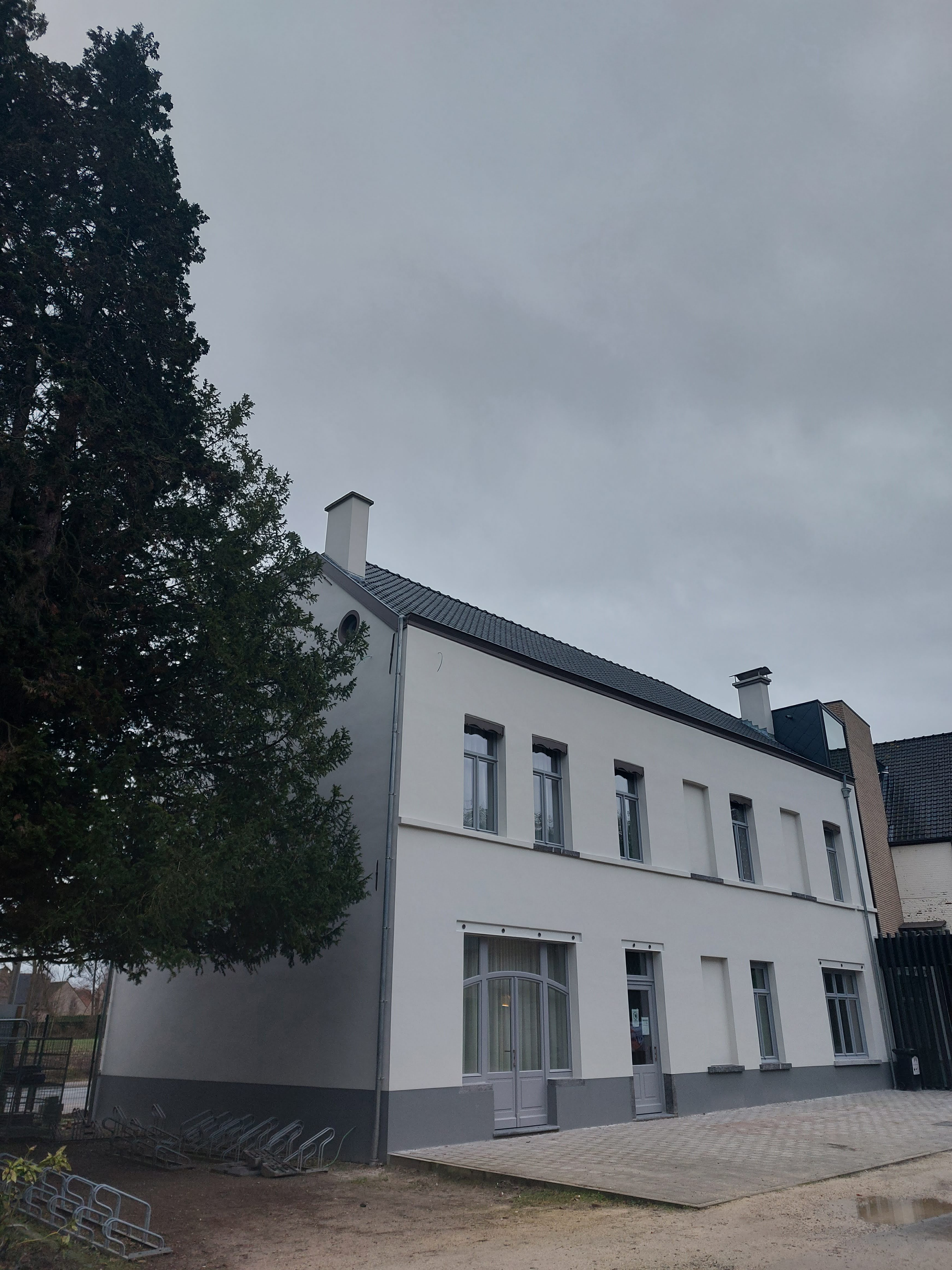
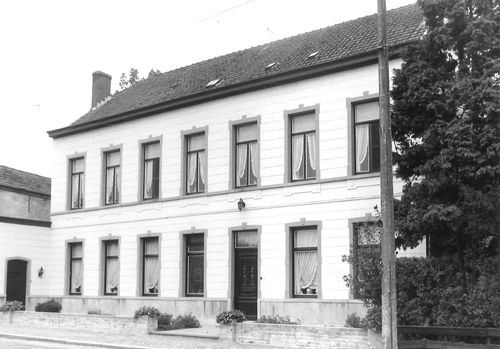
Huis Meheus in 1985
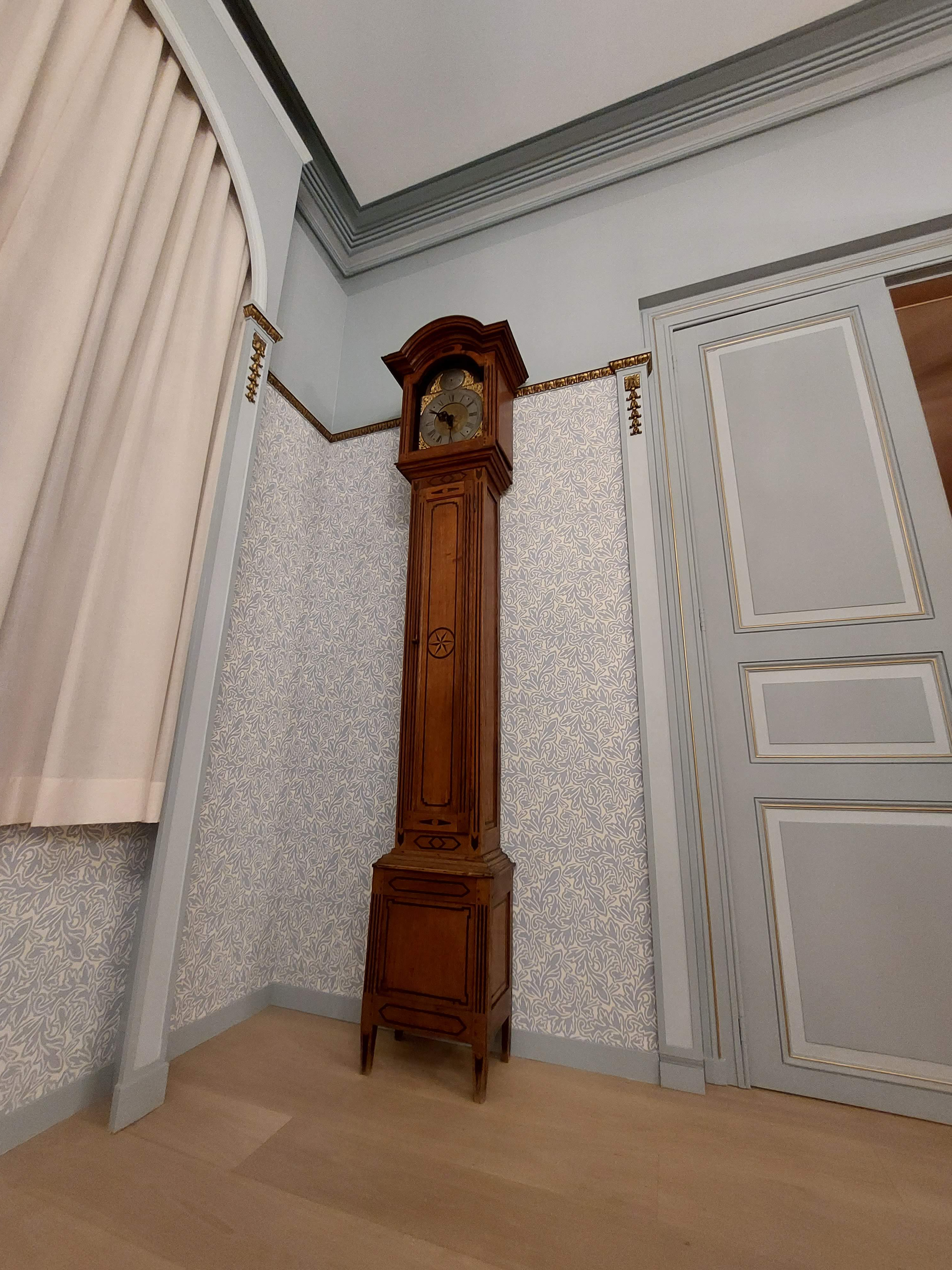
Staande klok eetkamer anno 2023
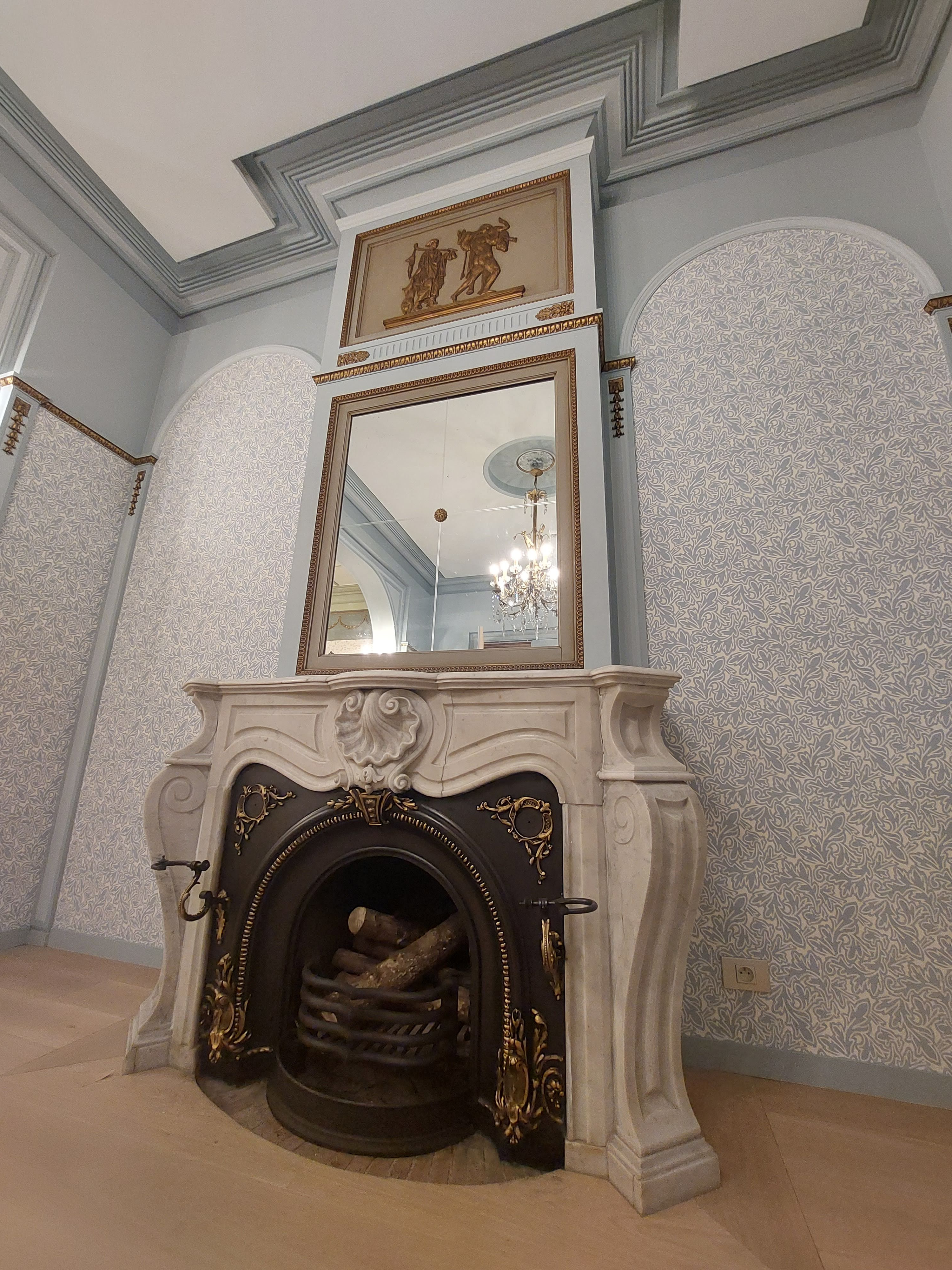
Haard eetkamer anno 2023
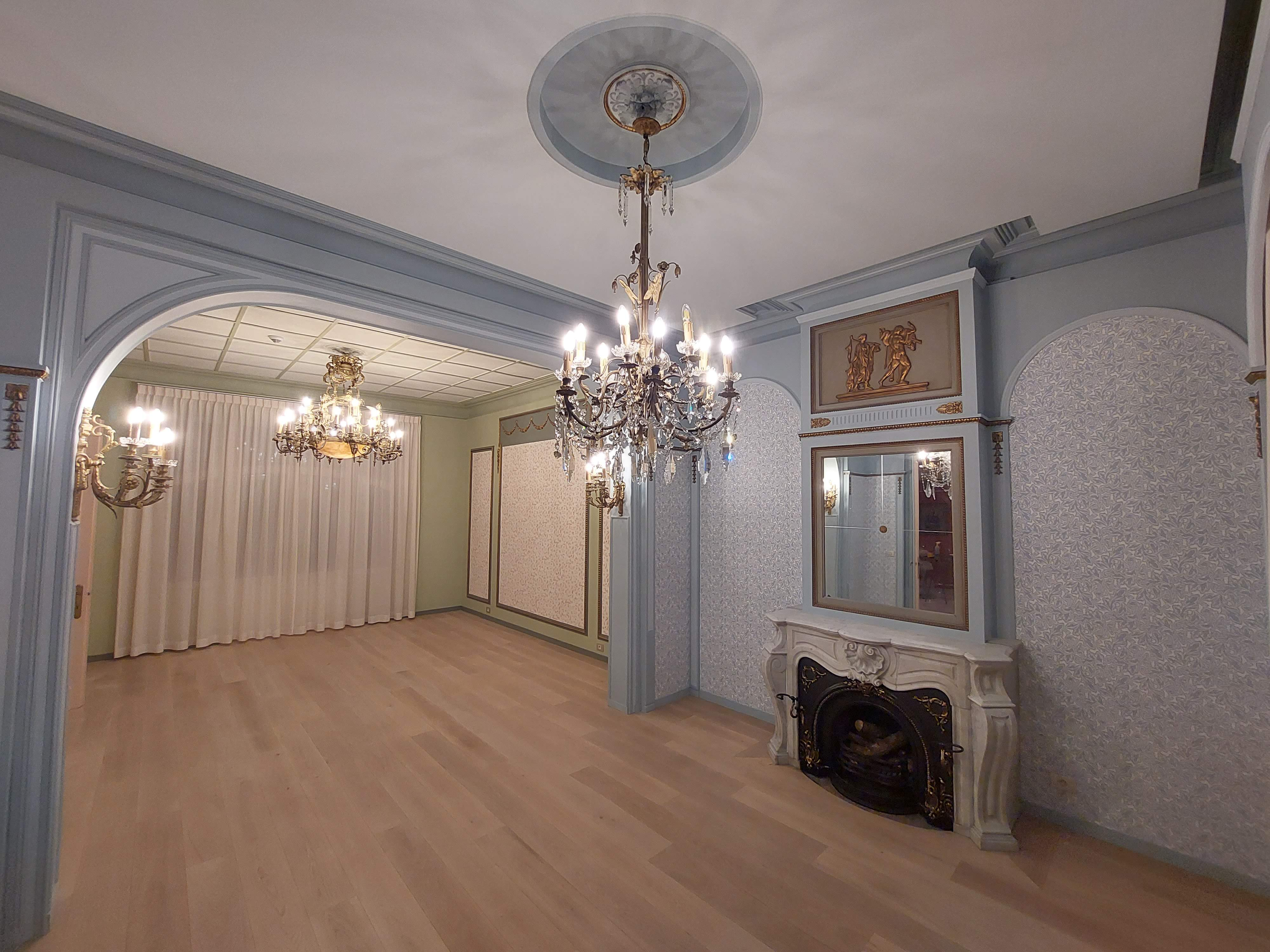
Eetkamer en voormalige bureauruimte anno 2023
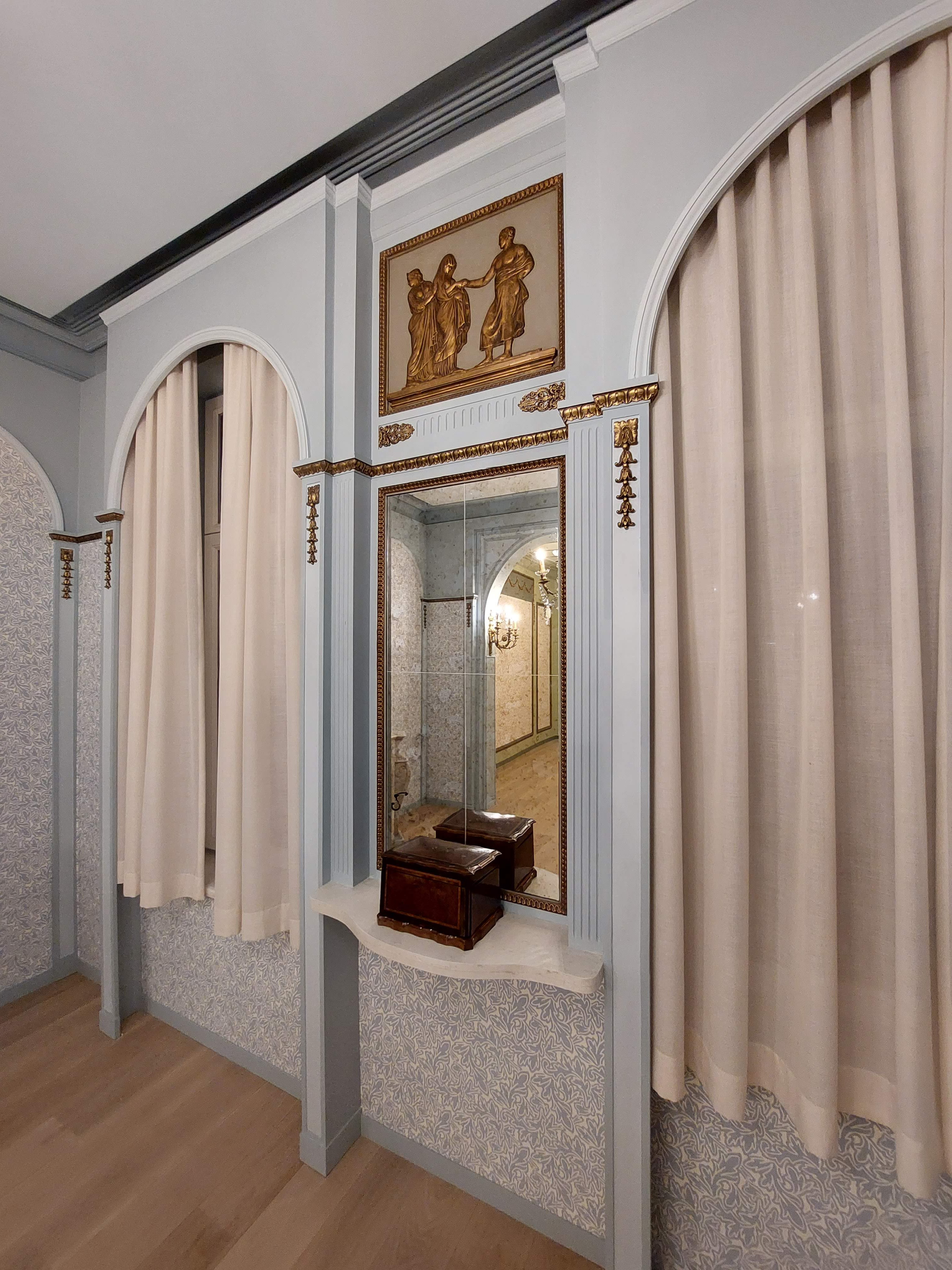
Vensterzijde eetkamer anno 2023
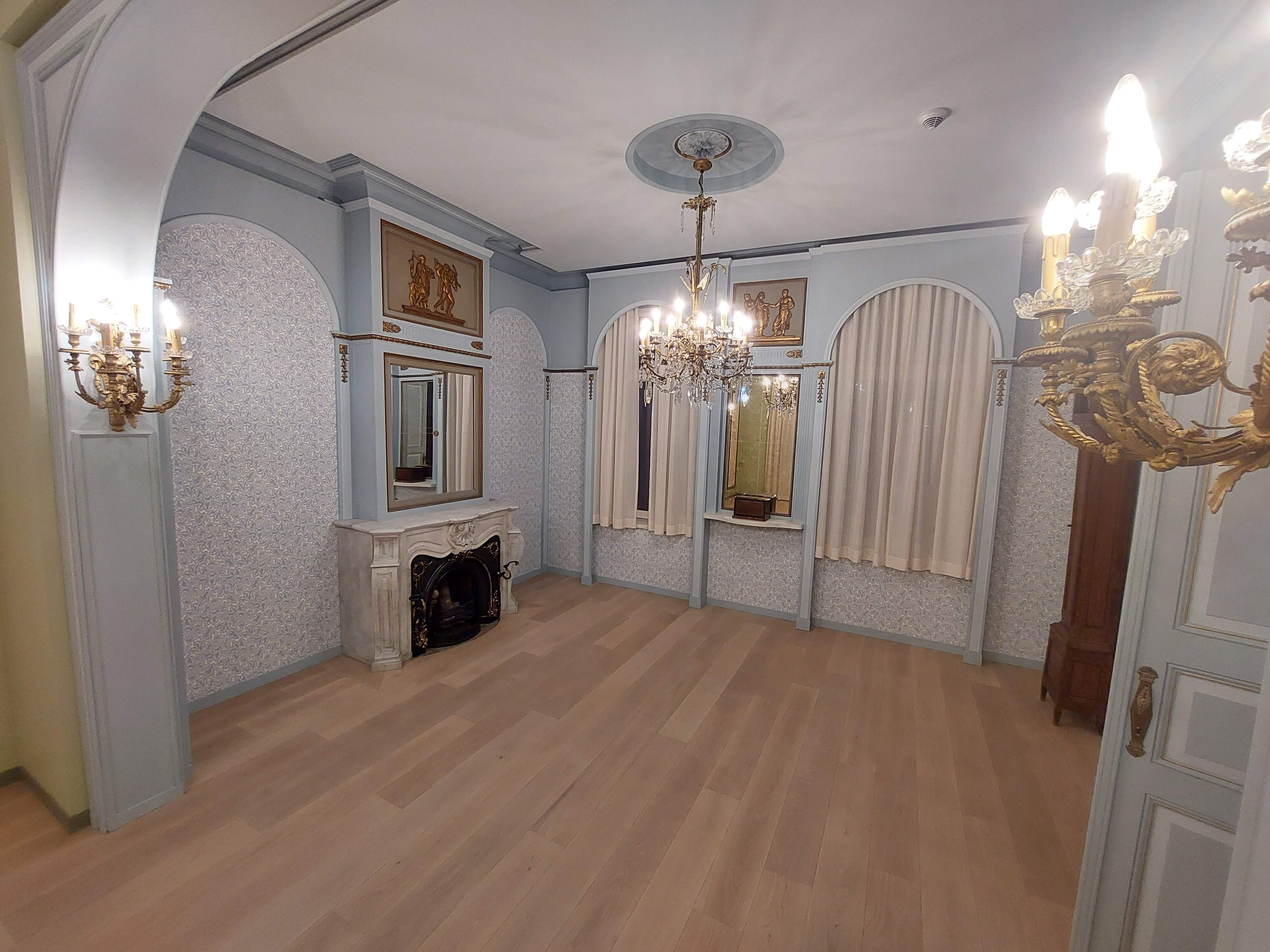
Eetkamer vanuit een andere hoek anno 2023
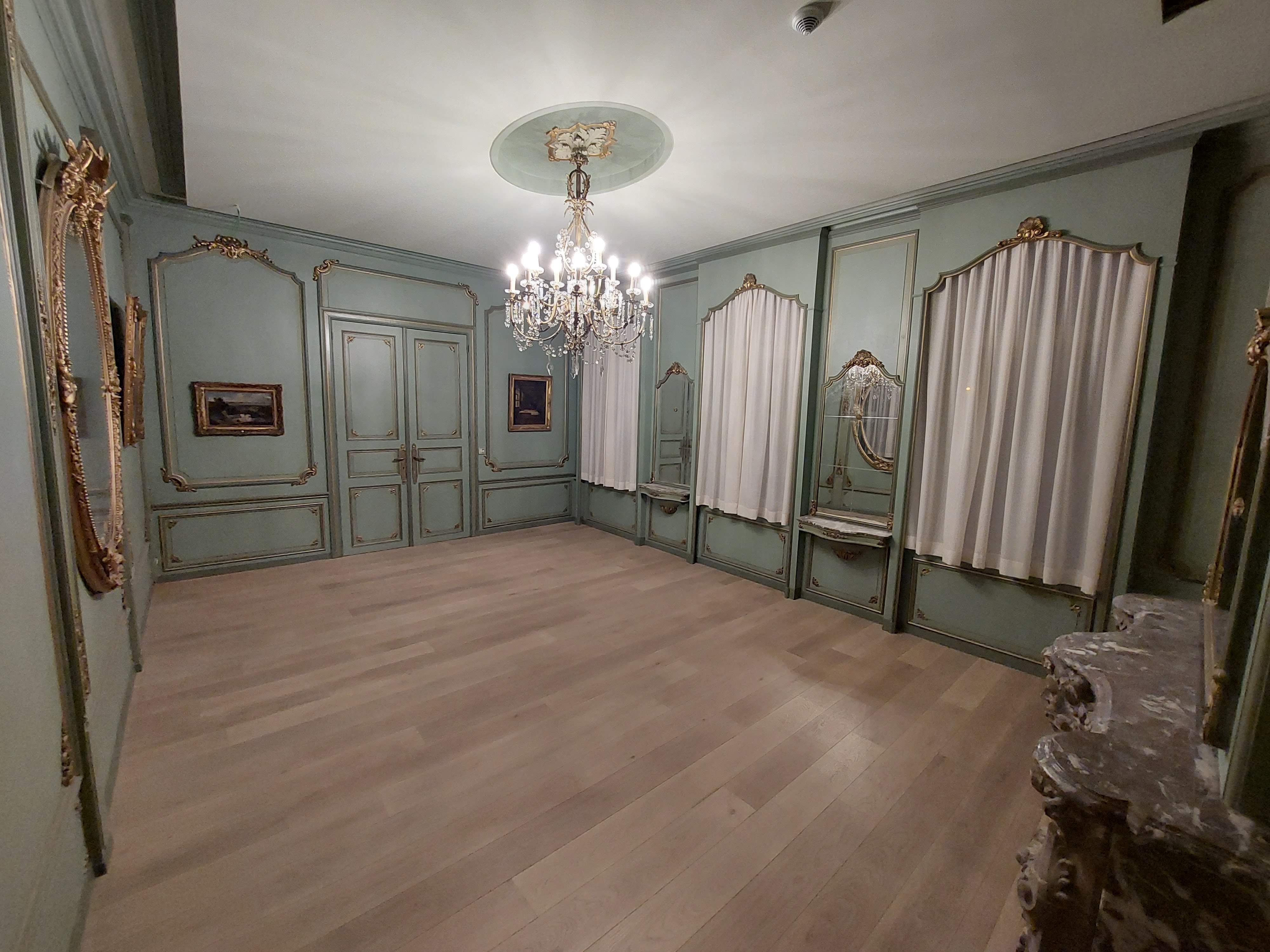
Groen salon, zicht vanuit voormalige achterkamer anno 2023
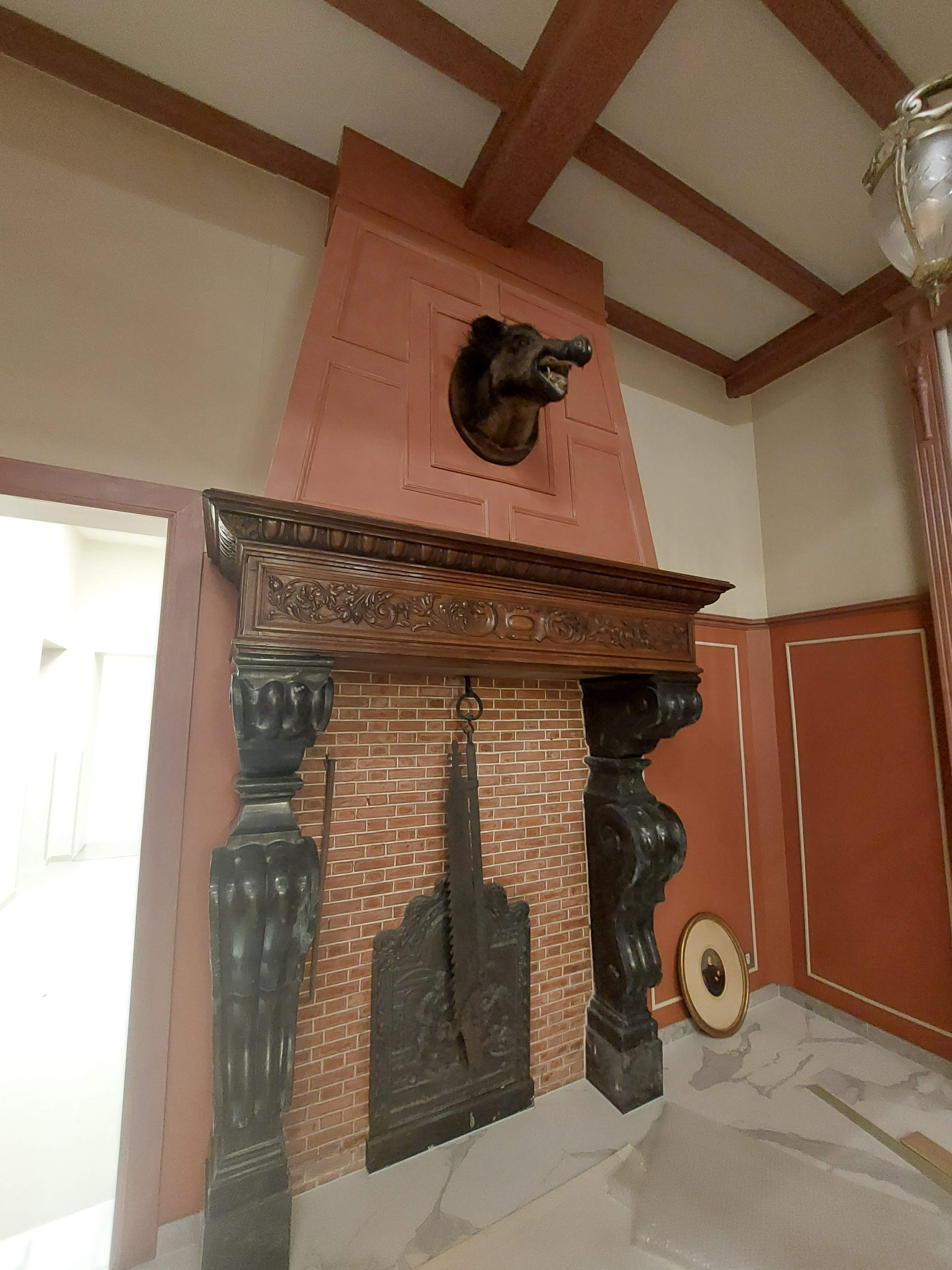
Haard traphal anno 2023
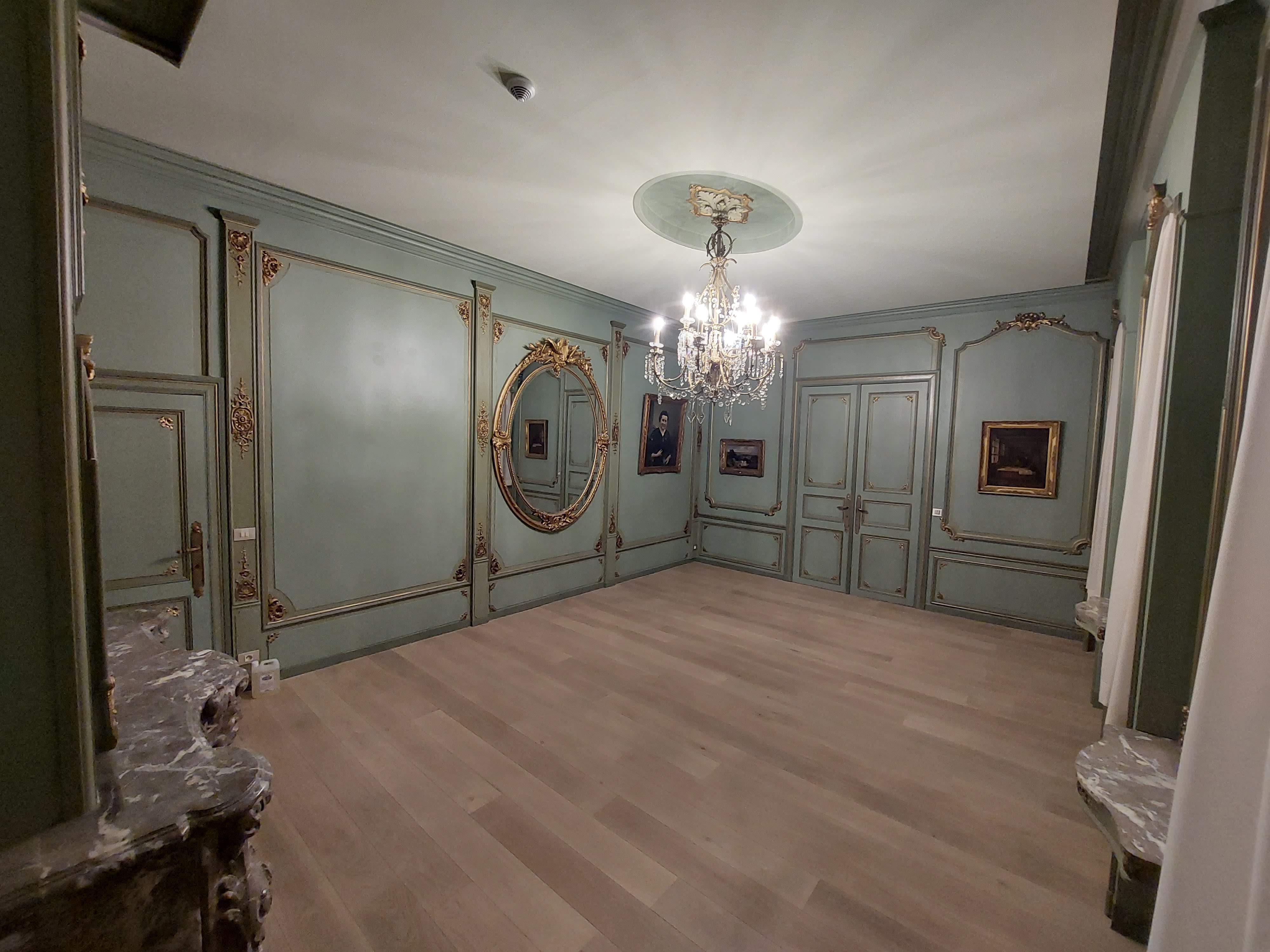
Groen salon vanuit andere hoek anno 2023
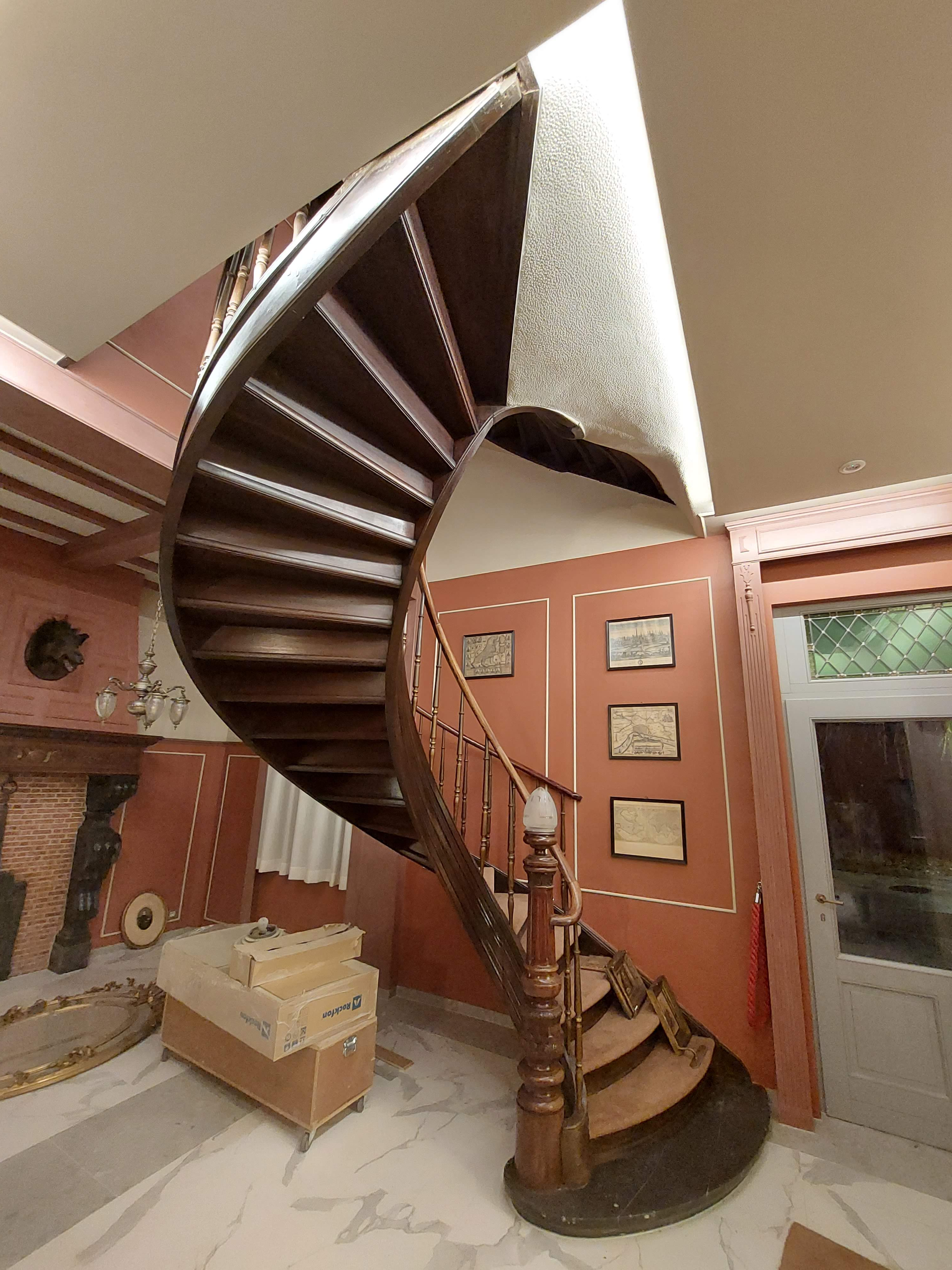
Traphal anno 2023
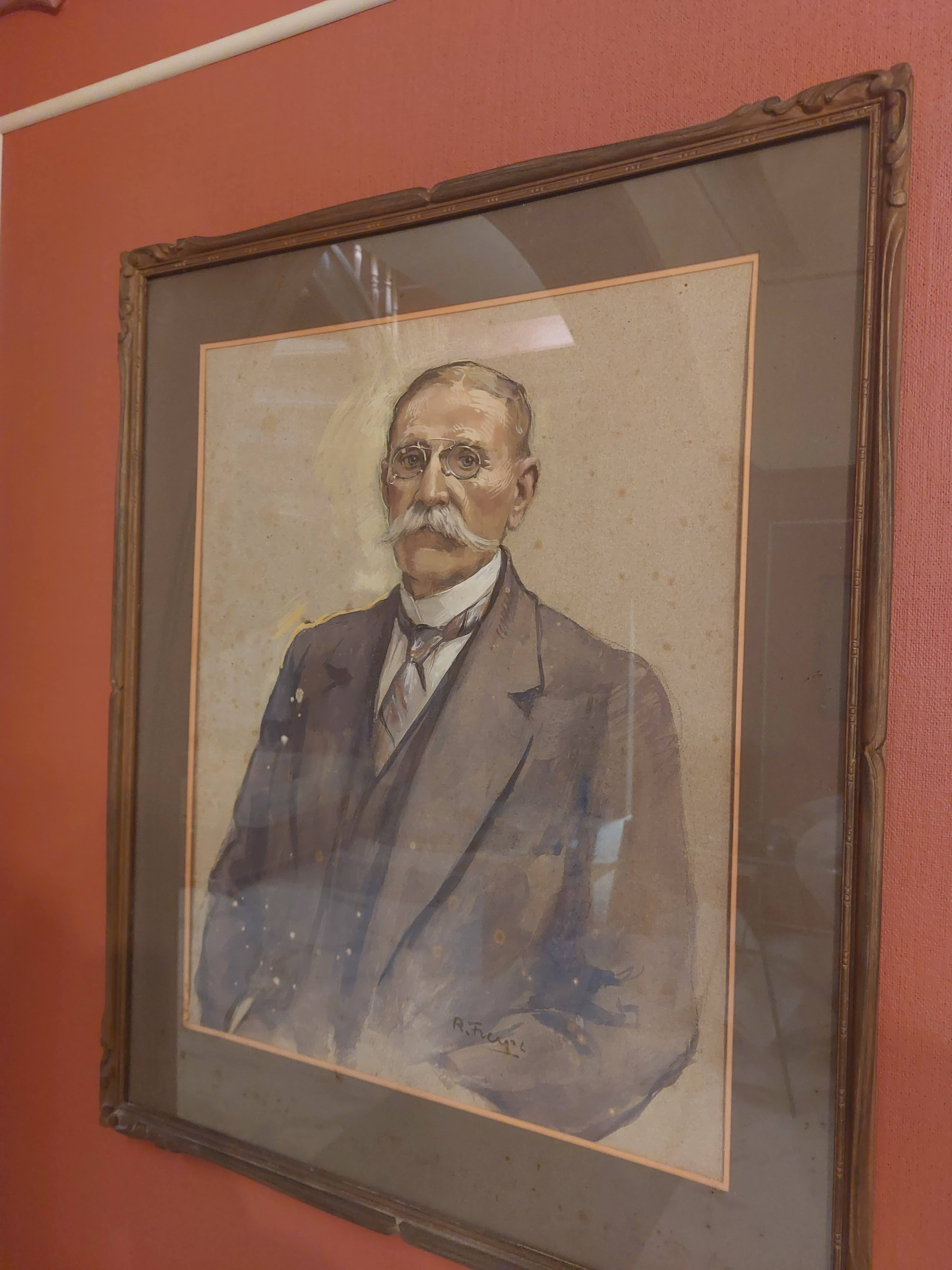
Schilderij Traphal, werk van Robert Freysz
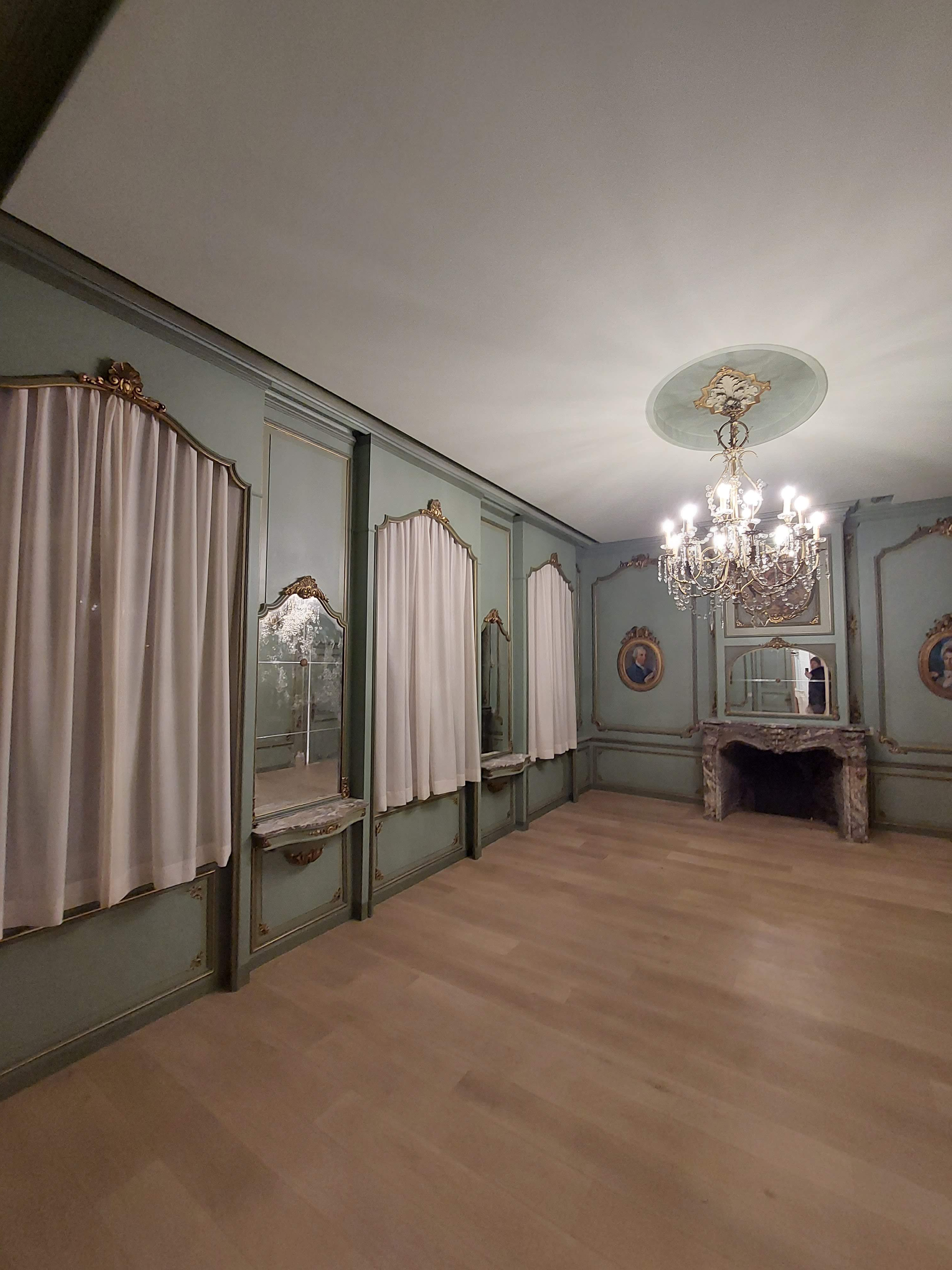
Groen Salon Vensterzijde
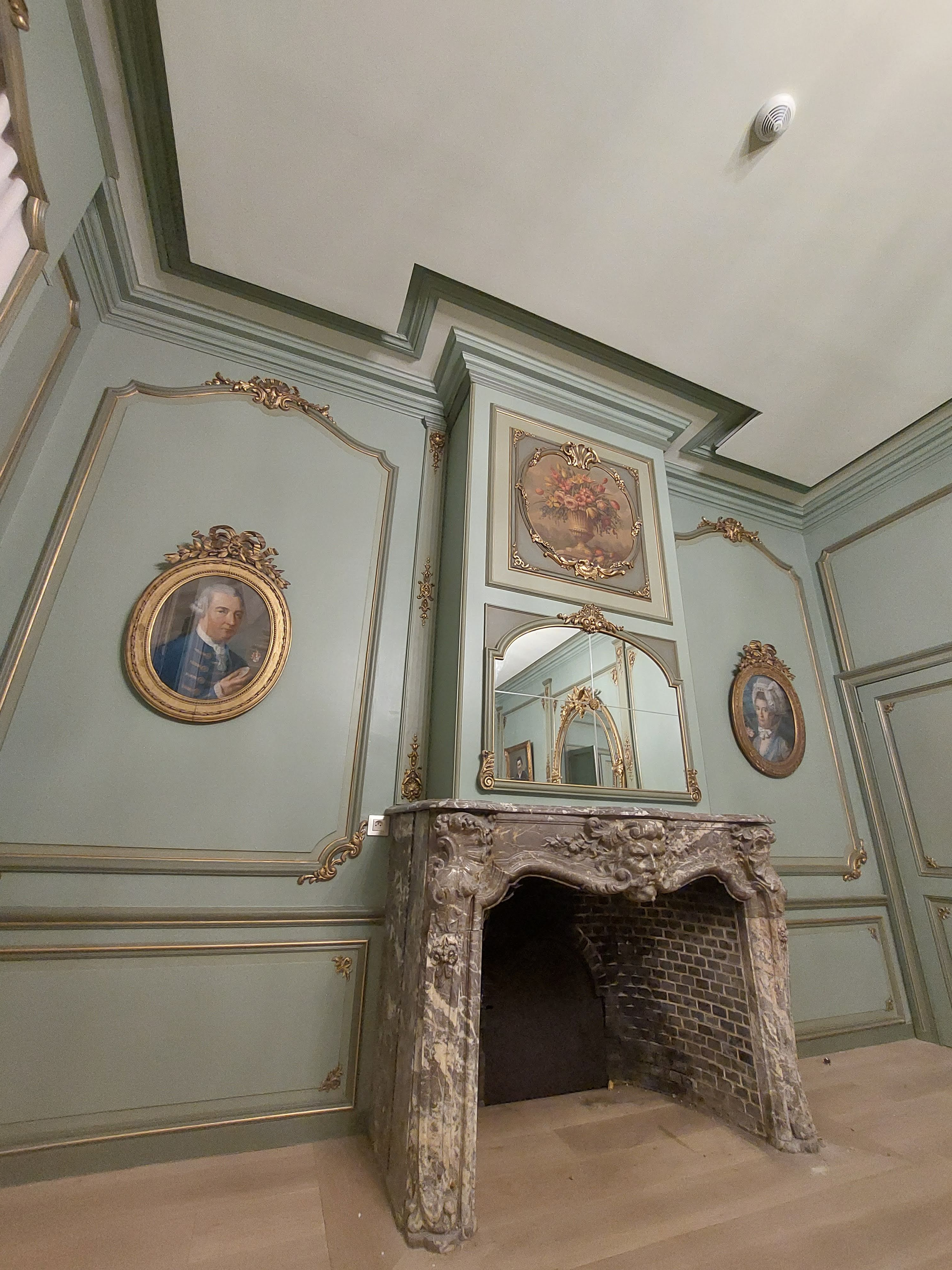
Haard Groen Salon Anno 2023
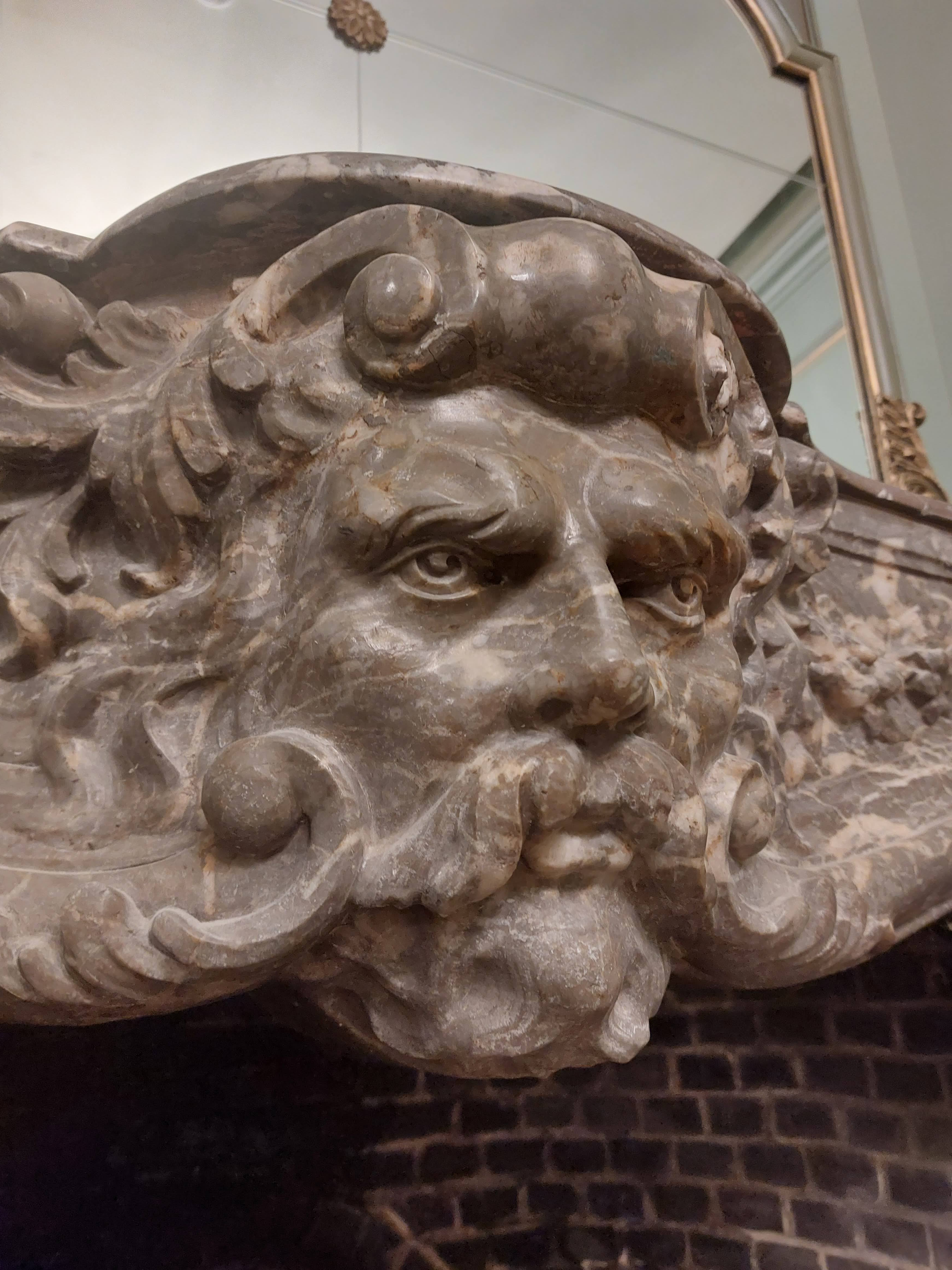
Beeldhouwwerk haard Groen Salon Anno 2023
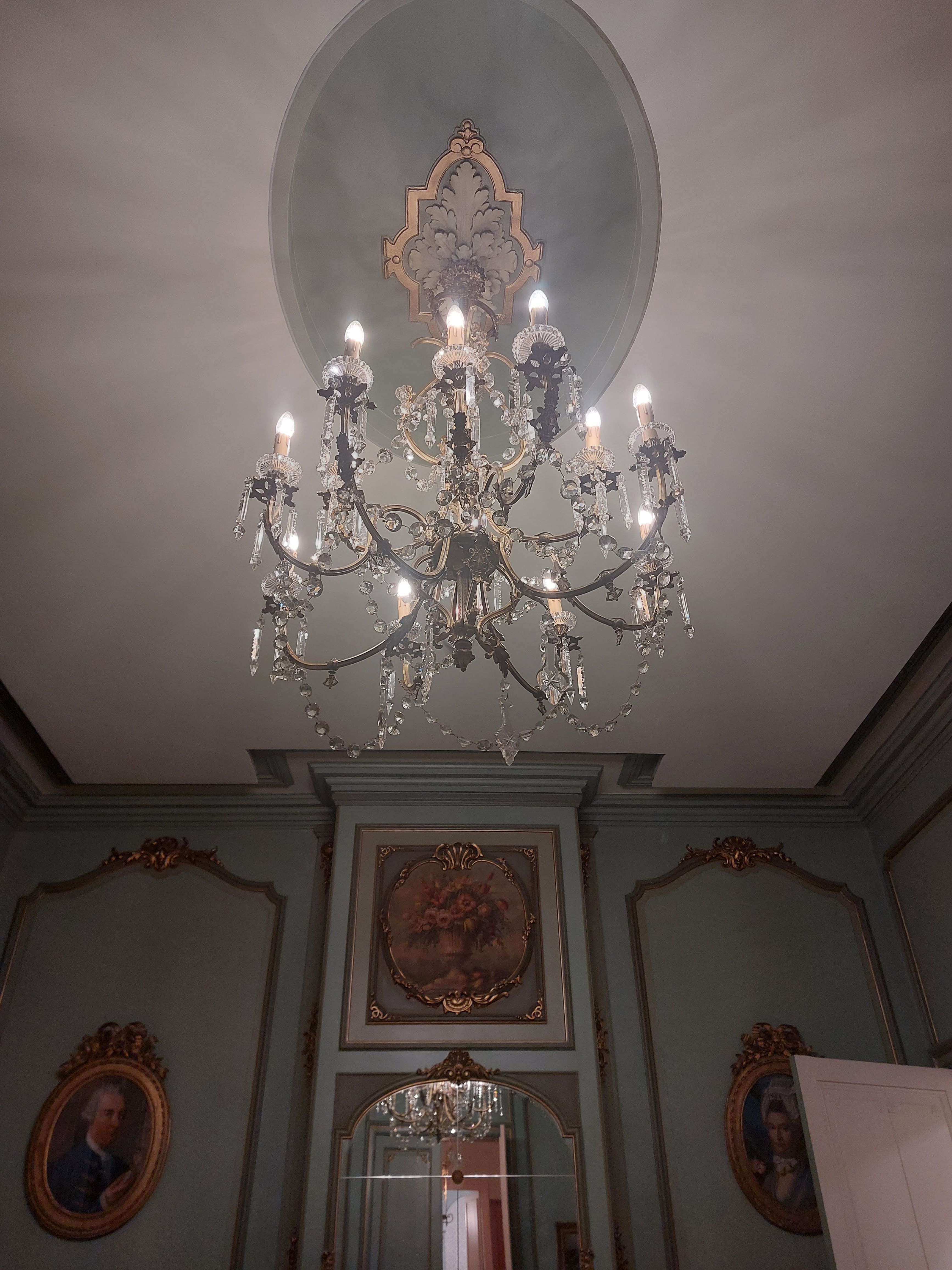
Kroonluchter Groen Salon Anno 2023
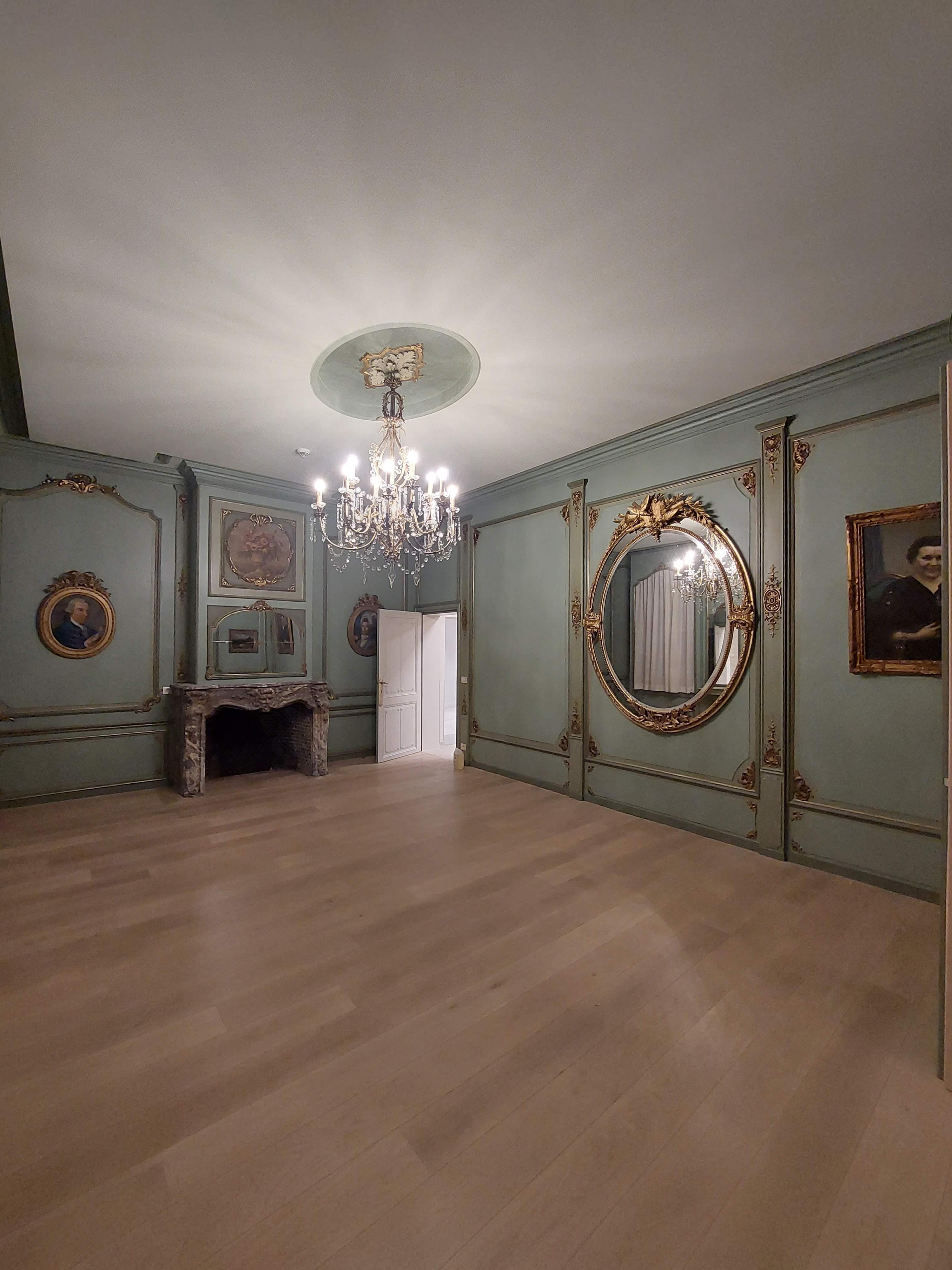
Groen Salon vanuit andere hoek Anno 2023
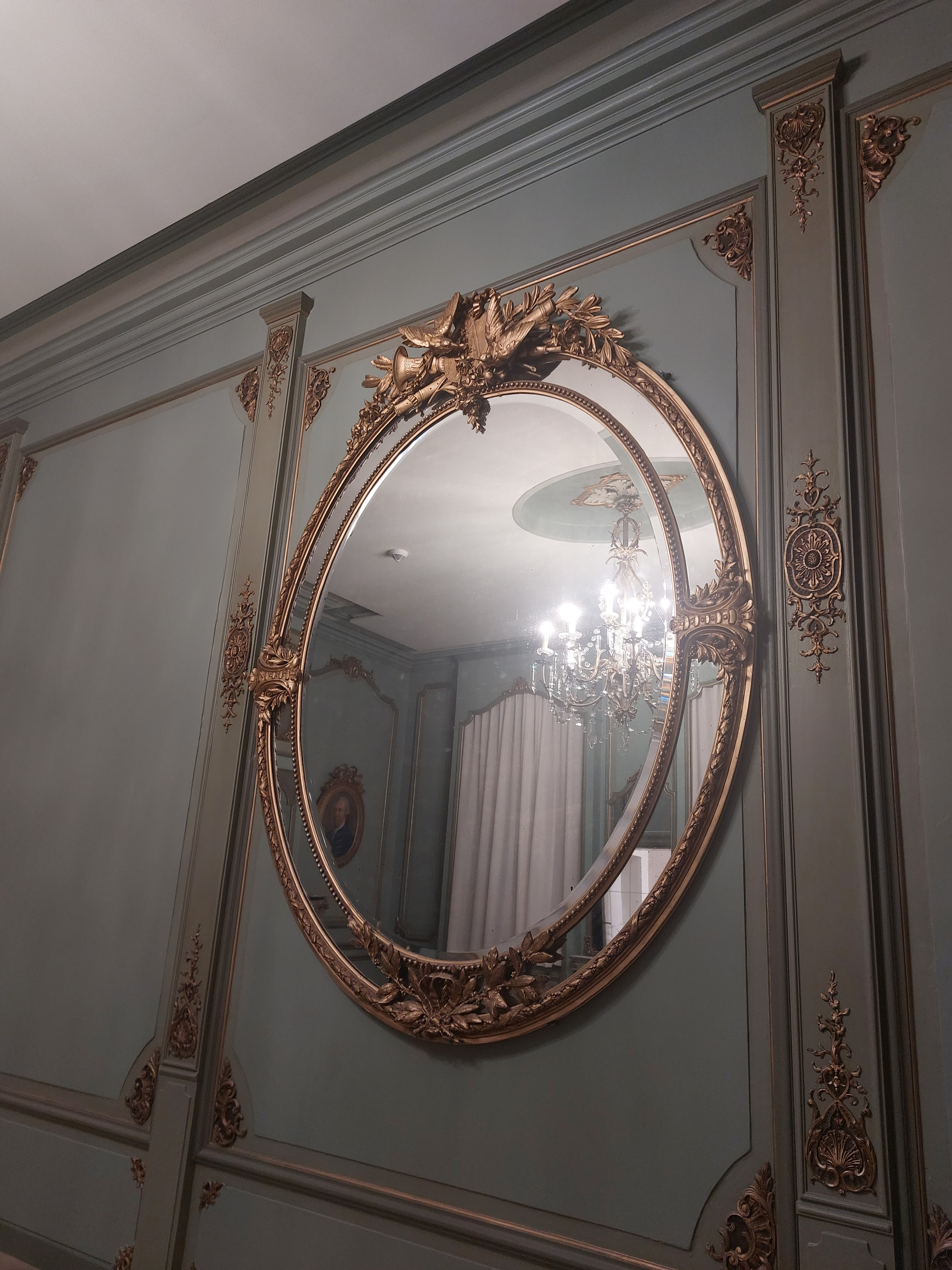
Wandspiegel Groen Salon Anno 2023
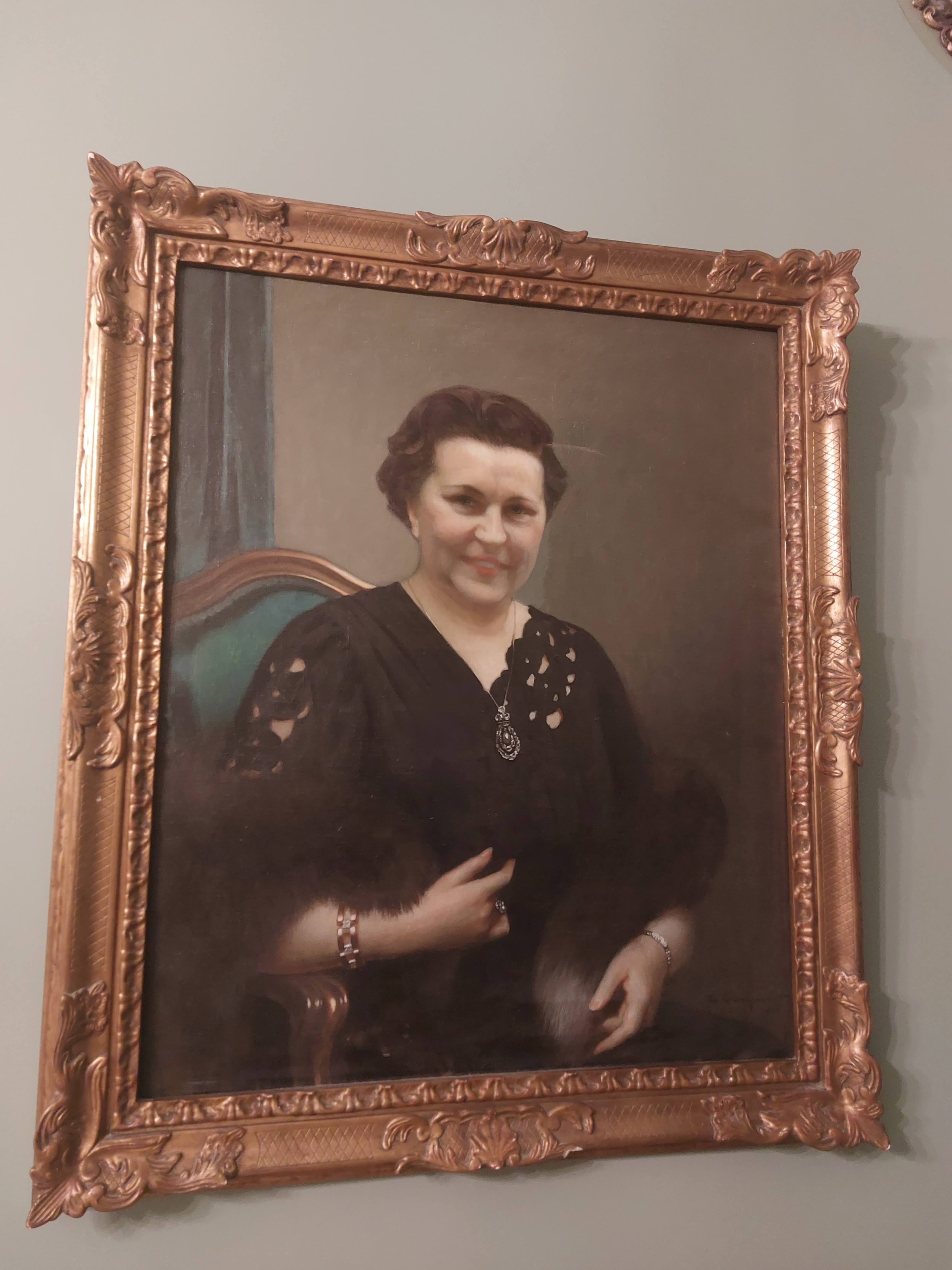
Schilderportret Groen Salon
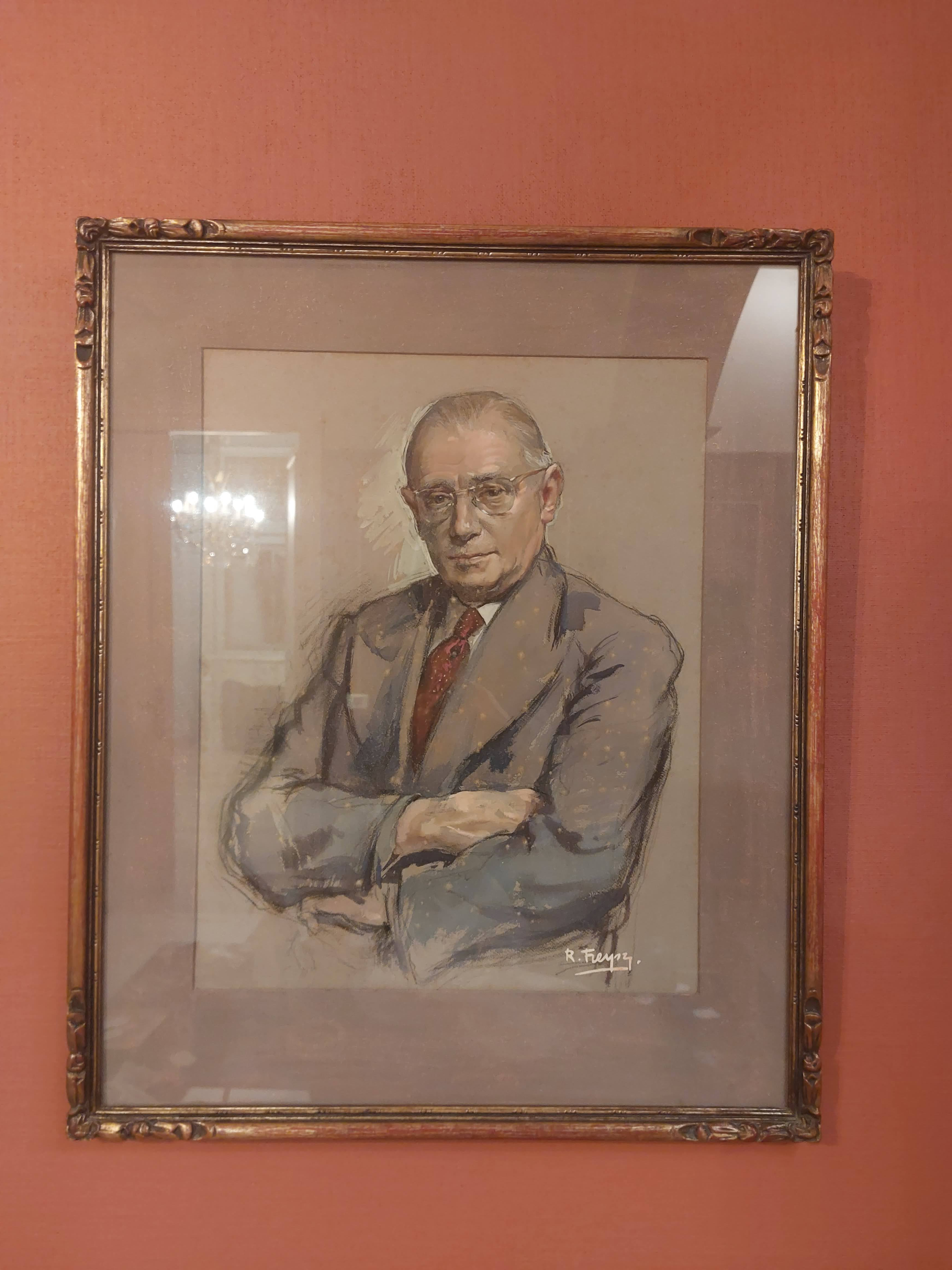
Zelfportret Adolphe Meheus in traphal, werk van Robert Freysz
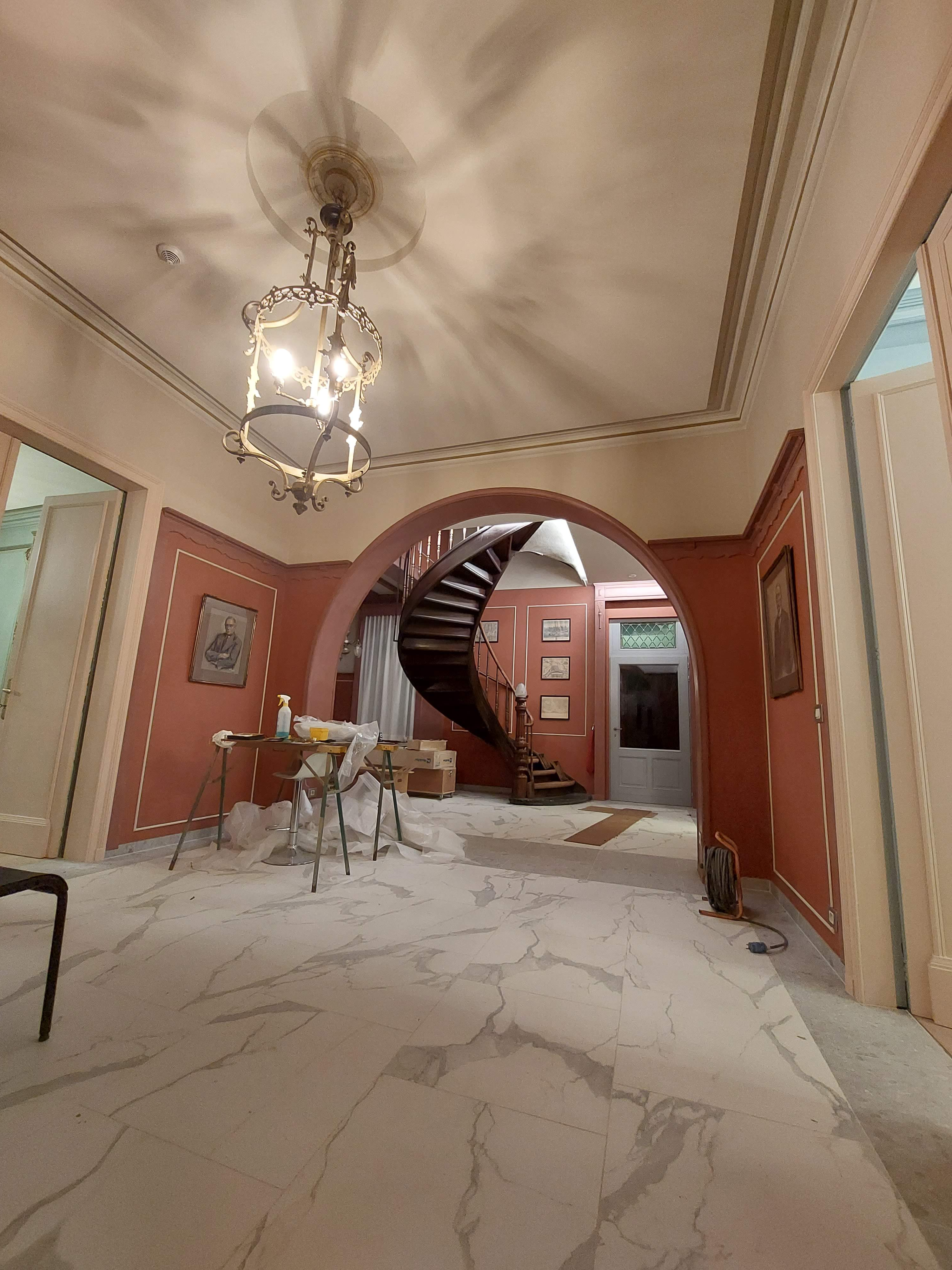
Centrale hal met zicht op traphal anno 2023
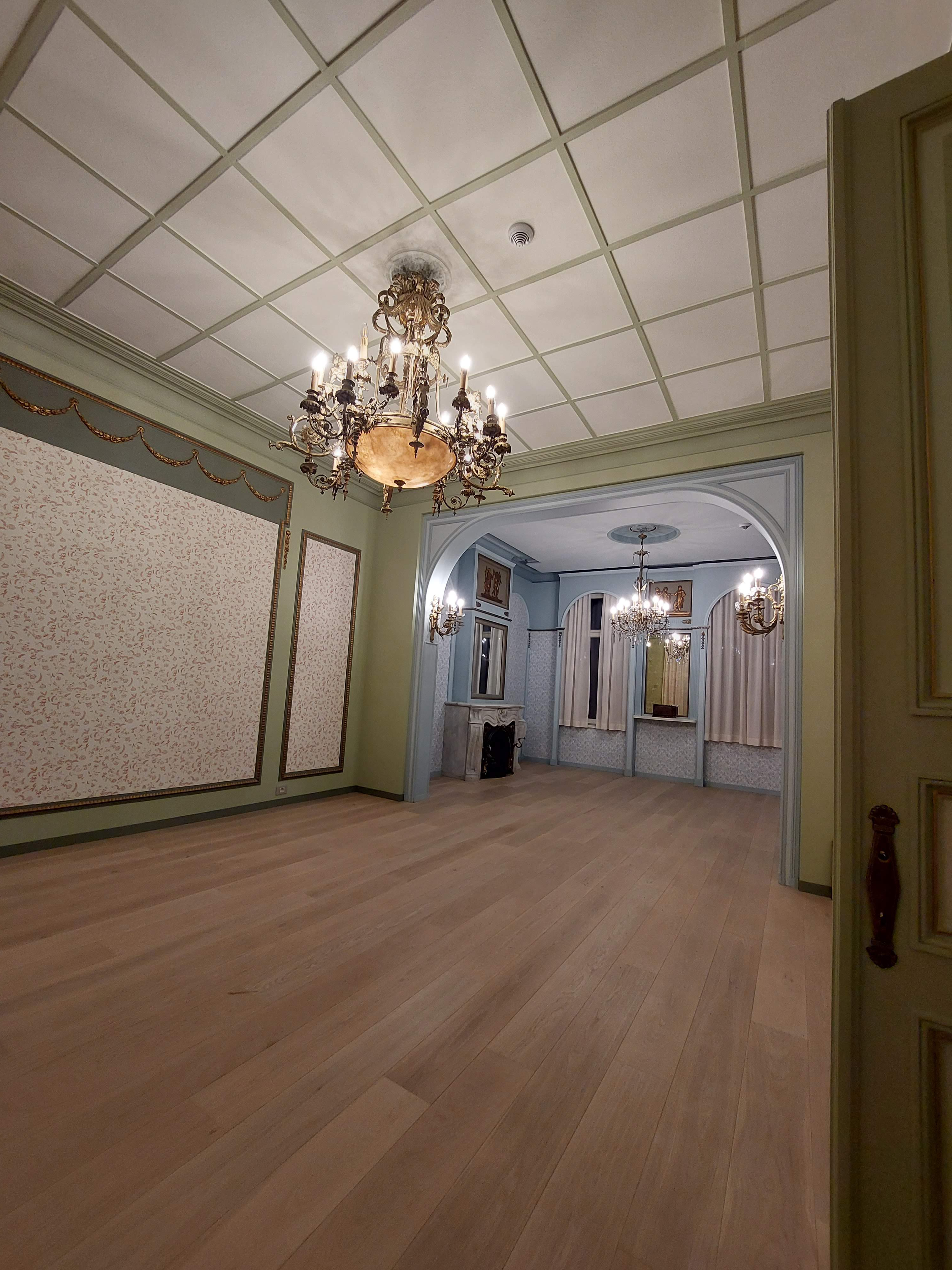
Voormalige bureauruimte met zicht op eetkamer anno 2023